# 미국 연방 예산에 대한 정치적 논쟁
미국 연방 예산에 대한 정치적 논쟁은 21세기 미국의 가장 중요한 예산 논쟁 중 일부를 다룬다. 여기에는 부채 증가의 원인, 감세의 영향, 재정절벽과 같은 특정 사건, 경기 부양의 효과, 대침체의 영향 등이 포함된다. 이 문서는 미국 예산을 분석하는 방법과 주요 정당의 예산 입장을 지지하는 경쟁적인 경제학파를 설명한다.

## 개요

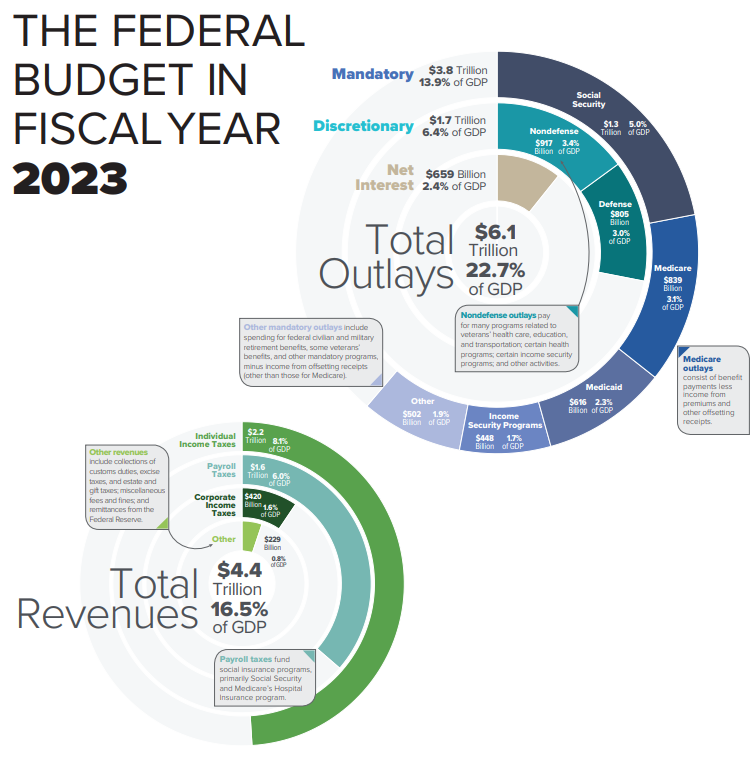
CBO: 2023 회계연도 미국 연방 지출 및 수입 구성 요소. 주요 지출 범주는 의료, 사회보장, 국방이며, 소득세 및 급여세가 주요 수입원이다.

미국 연방 예산에 대한 많은 논쟁은 경쟁적인 거시경제 학파에 집중되어 있다. 일반적으로 민주당은 민간 기업과 공기업의 혼합 경제를 통해 경제 성장을 촉진하고 강력한 규제 감독을 장려하는 케인스 경제학의 원칙을 선호한다. 반대로 공화당은 일반적으로 작은 정부, 낮은 세금, 제한된 규제, 자유방임주의 또는 공급측면 경제학의 원칙을 적용하여 경제를 성장시키는 것을 지지한다. 연방 정부의 적절한 규모와 역할에 대한 논쟁은 국가 설립 이래로 계속되어 왔다. 이러한 논쟁은 또한 도덕성, 소득 평등 및 세대간 형평의 문제도 다룬다. 예를 들어, 의회가 현재 부채를 늘리는 것이 미래 세대의 삶의 질을 향상시킬 수도 있고 아닐 수도 있으며, 미래 세대는 추가 이자 및 세금 부담을 짊어져야 할 수도 있다.
정치적 현실은 주요 예산 합의를 달성하기 어렵게 만든다. 공화당은 부유층에 대한 감세와 메디케어 및 사회보장제도의 축소를 개념적으로 주장하지만, 이러한 인기 프로그램의 혜택을 실제로 줄이는 데는 투표하기를 주저한다. 반면에 민주당은 부유층에 대한 증세와 더 강력한 사회 안전망을 개념적으로 주장한다. 따라서 부유층에 대한 세금 인상과 일부 인기 있는 세금 공제 제거를 메디케어 및 사회보장 지출 축소와 맞바꾸는 이른바 예산 "대타협"은 달성하기 어렵다.
2008-2009년 경기 침체와 그로 인한 느린 경제 성장 및 높은 실업률에 뒤따른 논쟁은 일자리 창출 및 경제 부양의 우선순위와 상당한 재정 적자를 해결해야 할 필요성에 집중되었다. 2013년에 예상되는 상당한 적자 감소(일명 재정절벽)의 경제적 영향에 대한 우려는 2012년 미국 납세자 구제법으로 해결되었는데, 여기에는 다음이 포함되었다. a) 상위 1% 소득자에 대한 부시 감세 만료; b) 오바마 급여세 감세 종료; c) 군사 및 기타 재량 지출 범주에 대한 지출 자동 삭감 (sequester). 경제가 회복되면서 2014년에는 적자가 GDP 대비 역사적 평균 수준으로 돌아옴에 따라 적자는 오바마 대통령 재임 기간 동안 주요 문제에서 벗어났다.
도널드 트럼프 대통령은 상당한 감세와 국방 및 인프라 지출 증가를 포함한 정책을 제안했다. 책임 있는 연방 예산 위원회와 무디스 애널리틱스는 2016년에 이러한 정책을 시행하면 상당한 부채 증가를 이미 포함하고 있는 현재 정책 기준선에 비해 2017-2026년 기간 동안 연간 예산 적자와 국가 부채가 극적으로 증가할 것이라고 보고했다.

## 예산 분석

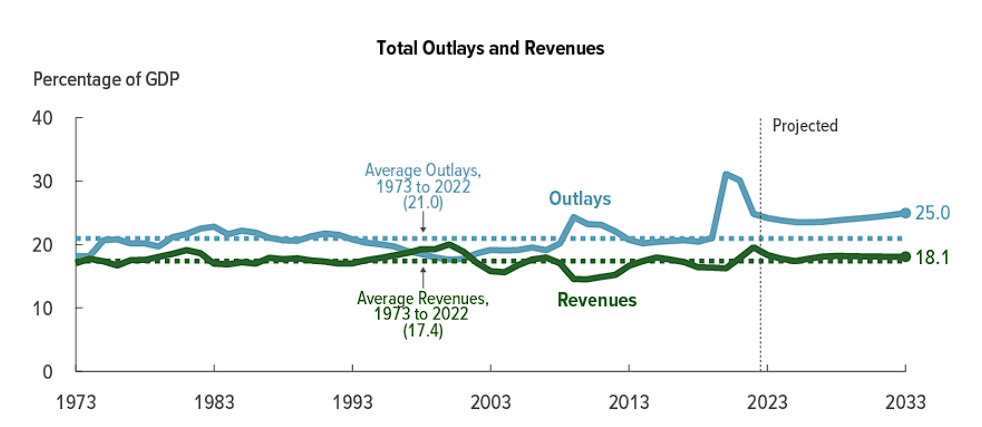
GDP 대비 %로 측정된 세입과 지출(지출)은 대침체로 인해 역사적 평균에서 크게 벗어났다가 경제 회복으로 인해 2014년까지 평균 수준으로 돌아왔다.

CBO 과거 데이터를 사용하여 2017년과 2016년 미국 연방 지출 및 수입을 비교하는 표.

예산 논쟁을 분석하기 전에 사용되는 주요 용어와 정보 출처에 대한 배경 지식이 도움이 될 수 있다. 연방 예산에 대한 확정적인 분석은 미국 의회를 위해 법안의 예산 및 경제적 영향을 평가하는 임무를 맡은 비당파 조직인 미국 의회예산처 (CBO)에서 수행한다. CBO는 특정 법안에 대한 보고서뿐만 아니라 예산 및 경제에 대한 전반적인 분석을 제공한다. 예를 들어, 연례 "CBO 예산 및 경제 전망"은 최근 역사적 정보뿐만 아니라 10년 예측 기간 동안의 세입, 지출, 적자 및 부채 예측을 다룬다. 또한 예산 결과는 경제 결과와 관련이 있으므로 경제 예측도 포함한다. CBO는 현재 법이 작성된 대로 실행된다고 가정하는 "현행법 기준선"(예: 세금 감면은 법률로 정해진 날짜에 만료됨)과 현재 정책이 무기한으로 계속된다고 가정하는 "현재 정책 기준선"을 제공한다. 또한 보충 표에 과거 정보를 제공한다. 연방 예산 및 경제 변수가 매우 크기(수조 달러) 때문에 CBO는 경제 규모를 측정하는 GDP 대비 많은 주요 변수를 측정하기도 한다. CBO는 분석을 설명하는 데 도움이 되는 다양한 그래픽을 사용하며, 그 중 몇 가지 예가 이 문서에 포함되어 있다. CBO는 10월 1일부터 9월 30일까지의 각 회계연도(FY)를 평가한다.
예를 들어, CBO와 재무부는 다음과 같이 보고했다.
- 연방 지출은 FY2008의 3조 달러에서 FY2009의 3조 5천억 달러로 크게 증가했으며, 이는 오바마 대통령의 첫 임기와 겹치는 부시 대통령의 마지막 예산 회계연도였다. 이러한 증가는 주로 대침체로 인해 발생했으며, 이로 인해 입법 조치 없이도 자격 있는 당사자에게 지급되는 자동 안정화 장치 지출(예: 실업 급여, 푸드 스탬프, 장애인 수당)이 크게 증가했다.[11] 이후 지출은 그의 두 임기 동안 해당 달러 수준에서 거의 안정화되었다. 2015년 동안 미국 연방 정부는 3조 7천억 달러를 지출했으며, 이는 GDP의 20.7%로 경제 규모 대비 역사적 평균 수준이었다. 2008년 연방 지출을 역사적 5% 비율로 예상하면 2015년에는 추세보다 5천억 달러 낮았다.
- 수입은 FY 2008의 2조 5천억 달러에서 2009년에는 2조 1천억 달러로 약 4천억 달러 또는 20% 감소했는데, 이는 대침체로 인해 경제 활동이 둔화되었기 때문이다. GDP 대비 %로 측정된 2009년 수입은 14.6% GDP로 50년 만에 최저치였다. 이후 경제가 회복됨에 따라 수입도 회복되기 시작하여 2014년에는 역사적 평균인 17.4% GDP로 돌아왔다.
- 재정 적자는 경기 침체 심화로 2009년에 GDP의 10.8%에 달했다가 2015년에는 GDP의 2.5%로 꾸준히 회복되어 역사적 평균(1970-2015)인 2.8% GDP보다 낮았다.[10]
- 국가 부채는 2008년 9월 10조 달러에서 2016년 9월 19조 6천억 달러로 증가했다.[12] 이 증가분 중 약 3조 달러는 2009년 1월 CBO 기준선 예측에 예상되었거나, 부시 감세 연장 및 일반적으로 법률로 제정되는 기타 기준선 초과 조정을 감안하면 6-8조 달러였다.[13] 오바마는 궁극적으로 2012년 미국 납세자 구제법의 일환으로 약 98%의 납세자에 대한 부시 감세를 연장하여 상위 1-2% 소득자에 대한 세금 인상을 허용했다. 공공 부채(사회보장 신탁 기금과 같은 정부 내 부채 제외)는 2009년 GDP의 약 36%에서 2016년에는 GDP의 76%로 증가했으며, 이는 제2차 세계대전 이후 시기를 제외하고는 가장 높은 수준으로, 주로 대침체의 경제적 영향과 부시 감세 연장에 기인한다.[10]

CBO는 또한 연례 "CBO 장기 예산 전망" 보고서의 일부로 장기 예측(30년)을 제공한다. 장기적으로 미국은 주로 고령화 인구와 인플레이션보다 빠르게 증가하는 의료비와 관련된 예산 문제에 직면해 있으며, 이는 사회 보장 및 메디케어와 같은 의무 프로그램에 대한 GDP 대비 지출을 증가시키고 있다. 현행법에 따르면, 주로 이러한 프로그램으로 인해 발생하는 미래 적자는 특히 대침체 이후 비정상적으로 낮은 수준에서 이자율이 정상 수준으로 돌아오면서 더 많은 부채 및 이자 지급을 유발할 것으로 예상된다. 예를 들어, 사회보장 지출은 GDP 대비 2016년 4.9%에서 2027-2036년 기간에는 6.2%로 증가할 것으로 예상되며, 메디케어는 각각 3.8%와 5.5%로 예상된다. 수입을 늘리거나 GDP 대비 지출 증가율을 줄이거나 둘 다를 변경하지 않으면 공공 부채는 2030년까지 GDP의 100% 수준을 넘어설 것이며, 이는 제2차 세계대전 이후에 마지막으로 나타난 수준이다.

## 2001~2011년 적자 및 부채 증가의 원인

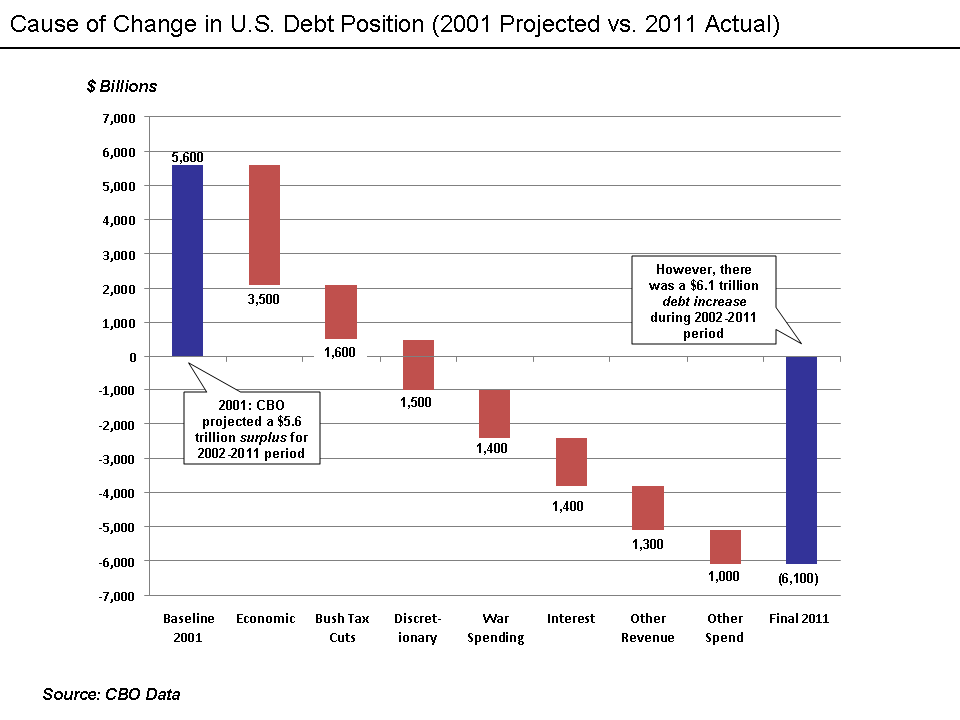
CBO의 2001년 2002-2012년 5조 6천억 달러 흑자 예측과 실제로 발생한 6조 1천억 달러 부채 증가 간의 변화 원인

### CBO 변화 원인 분석
경제 상황과 정책 결정 모두 2001년 이후 부채 전망을 크게 악화시켰다. 2001년에는 미국 의회예산처 (CBO)에서 다음 10년 동안 대규모 예산 흑자를 예측했었다. 2012년 6월, CBO는 2002년부터 2011년까지 5조 6천억 달러의 누적 흑자를 예상했던 2001년 1월 예측과 실제로 발생한 6조 1천억 달러의 누적 적자 사이의 변화 원인을 요약했으며, 이는 11조 7천억 달러의 불리한 "전환" 또는 부채 증가를 의미한다. 감세와 예상보다 느린 성장으로 인해 세입이 6조 1천억 달러 감소했고, 지출은 5조 6천억 달러 증가했다. 이 총액 중 CBO는 72%를 법률로 제정된 감세 및 지출 증가에, 27%를 경제 및 기술적 요인에 기인한다고 본다. 후자 중 56%는 2009년부터 2011년 사이에 발생했다.
CBO에 따르면, 2011년 예상 부채와 실제 부채 간의 차이는 주로 다음과 같은 요인으로 설명된다.
- 3조 5천억 달러 – 경제 변화 (경기 침체로 인한 예상보다 낮은 세입 및 높은 사회 안전망 지출 포함)
- 1조 6천억 달러 – 부시 감세 (EGTRRA 및 JGTRRA), 주로 감세이지만 일부 소규모 지출 증가도 포함
- 1조 5천억 달러 – 국방 및 비국방 재량 지출 증가
- 1조 4천억 달러 – 아프가니스탄 및 이라크 전쟁
- 1조 4천억 달러 – 부채 잔액 증가로 인한 추가 이자
- 9천억 달러 – 오바마 경기 부양 및 감세 (ARRA 및 2010년 세법)[16]

유사한 분석은 2011년 11월 퓨 센터, 2009년 6월 뉴욕 타임스, 2011년 4월 워싱턴 포스트, 2011년 5월 예산 및 정책 우선순위 센터에서 보고했다.
경제학자 폴 크루그먼은 2011년 5월에 다음과 같이 썼다: "2000년에 연방 정부가 가지고 있던 예산 흑자는 어떻게 되었는가? 답은 크게 세 가지이다. 첫째, 부시 감세로 인해 지난 10년간 국가 부채가 약 2조 달러 증가했다. 둘째, 이라크와 아프가니스탄 전쟁으로 약 1조 1천억 달러가 추가되었다. 셋째는 대침체로 인해 세입이 급감하고 실업 보험 및 기타 사회 안전망 프로그램에 대한 지출이 급증했다." 2011년 5월 블룸버그 분석은 2001년 9월 이후 추가 군사 및 정보 지출로 인한 9조 3천억 달러 공공 부채(20%) 중 2조 달러와 연간 450억 달러의 추가 이자를 귀속시켰다.

### 오바마 대통령은 어떤 적자 궤적을 "물려받았는가"?

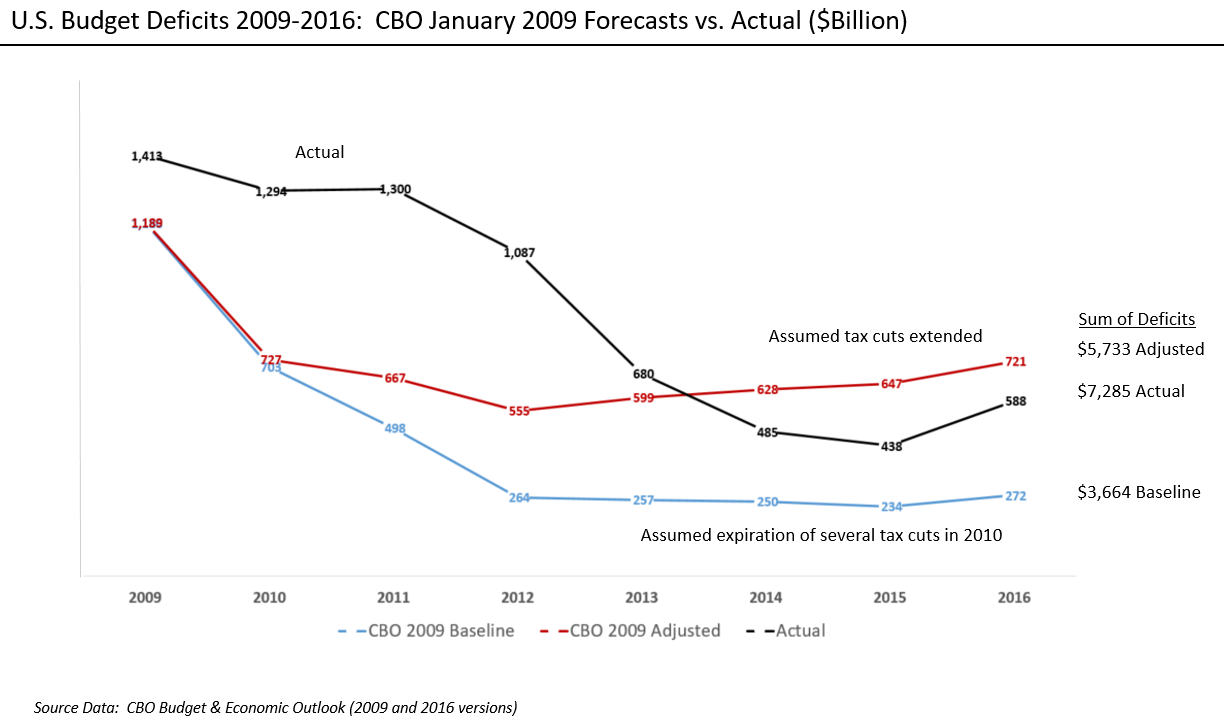
2009-2016년 CBO 2009년 적자 예측과 실제 결과 비교

공화당은 오바마 대통령 재임 기간 동안의 대규모 부채 증가에 대해 오바마 대통령을 비난하기에 바빴다. 하지만 그가 정말 비난받아야 할까? 대침체로 인해 연방 정부의 세입은 경제 규모 대비 50년 만에 최저 수준으로 떨어졌고, 2008년에서 2009년 사이 세입은 거의 4천억 달러(20%) 감소했다. 동시에 사회 안전망 지출(실업 급여, 푸드 스탬프, 장애인 수당 등 자동 안정화 장치 포함)로 인해 지출이 상당히 증가했다. 예를 들어, 자동 안정화 장치 지출(입법 조치 없이 발효됨; 자격 있는 수혜자에게 혜택이 지급됨)은 2009-2012년 동안 연간 3천5백억에서 4천2백억 달러에 달했으며, 이는 지출의 약 10%에 해당한다. 이는 오바마 대통령의 어떤 정책 조치 없이도 예산 적자를 증가시켜 상당한 부채 우려를 낳았다. 이로 인해 공화당 의회와의 격렬한 논쟁이 벌어졌는데, 공화당은 주로 부시 행정부 시절 시작된 경기 침체로 인한 적자에 대해 대통령을 비난하려 했다(그리고 크게 성공했다).
한 사건은 이 논쟁의 본질과 긴장감을 잘 보여준다. 미국은 2008년 9월에 마감된 2008 회계연도에 국가 부채에 1조 달러를 추가했다. 2009년 1월 오바마가 취임하기 2주 전, 미국 의회예산처는 2009 회계연도의 적자가 1조 2천억 달러가 될 것이며, 부시 감세가 2010년 예정대로 만료된다고 가정할 경우 다음 10년 동안 부채가 3조 1천억 달러 증가할 것이고, 모든 소득 수준에서 부시 감세가 연장될 경우 약 6조 달러 증가할 것이라고 예측했다. CBO 기준선의 다른 가정을 조정하면 해당 부채 수준은 훨씬 더 높아질 수 있었다. 공화당의 비판에 대해 오바마 대통령은 "우리가 취임했을 때 (2009 회계연도의) 적자는 1조 3천억 달러였고, 다음 10년 동안 (예상되는) 8조 달러 상당의 부채가 있었다는 것이 사실이다"라고 주장했으며, 폴리티팩트는 이를 "대부분 사실"이라고 평가했다. 오바마 대통령은 고소득 납세자 외에는 세금을 인상하지 않겠다고 공약했으므로, 그의 부채 수치에는 대부분의 납세자에 대한 부시 감세 연장이 포함되었다. 이러한 사실에도 불구하고 공화당은 오바마 행정부 동안 발생한 부채에 대해 대통령을 비난하는 것을 멈추지 않았다.
뉴욕 타임스에 요약된 한 연구는 부시 대통령의 정책이 2002-2009년 사이에 부채에 5조 700억 달러를 추가한 반면, 오바마 대통령의 정책은 2009-2017년 사이에 부채에 1조 4400억 달러를 추가할 것으로 추정했다.
CBO는 매년 "예산 및 경제 전망" 보고서에서 향후 10년 동안의 연간 예산 흑자 또는 적자 금액을 예측한다. 각 대통령 취임 월의 예측을 사용하여 그들의 예산 성과를 그들의 임기 이전에 시행된 법률과 CBO 과거 표의 실제 결과와 비교할 수 있다.
- 2001년 1월, CBO는 빌 클린턴 행정부 말에 시행된 법률을 기준으로 2001-2008 회계연도(G.W. 부시 시대) 동안 연간 예산 흑자 또는 적자의 합계가 3조 7천억 달러 흑자가 될 것이라고 예측했다.[27] 그러나 실제 적자는 총 1조 8천억 달러로, 5조 5천억 달러 악화되었다. 위에서 논의했듯이, 이는 CBO 2001년 예측에 없었던 부시 감세, 두 번의 전쟁, 두 번의 경기 침체 때문이었다.
- 2009년 1월, CBO는 G.W. 부시 행정부 말에 시행된 법률을 기준으로 2009-2016 회계연도(버락 오바마 시대) 동안 연간 예산 적자의 합계가 3조 7천억 달러 적자가 될 것이라고 예측했다. 이 예측은 부시 감세가 2010년에 만료될 것이라고 가정했다.[28] 그러나 실제 적자는 총 7조 3천억 달러로, 3조 6천억 달러 악화되었다. 이는 대침체가 예상보다 심각했고, 경기 부양 프로그램, 그리고 CBO 예측에 비해 대부분의 부시 감세가 연장되었기 때문이었다.[29]

### 재정절벽

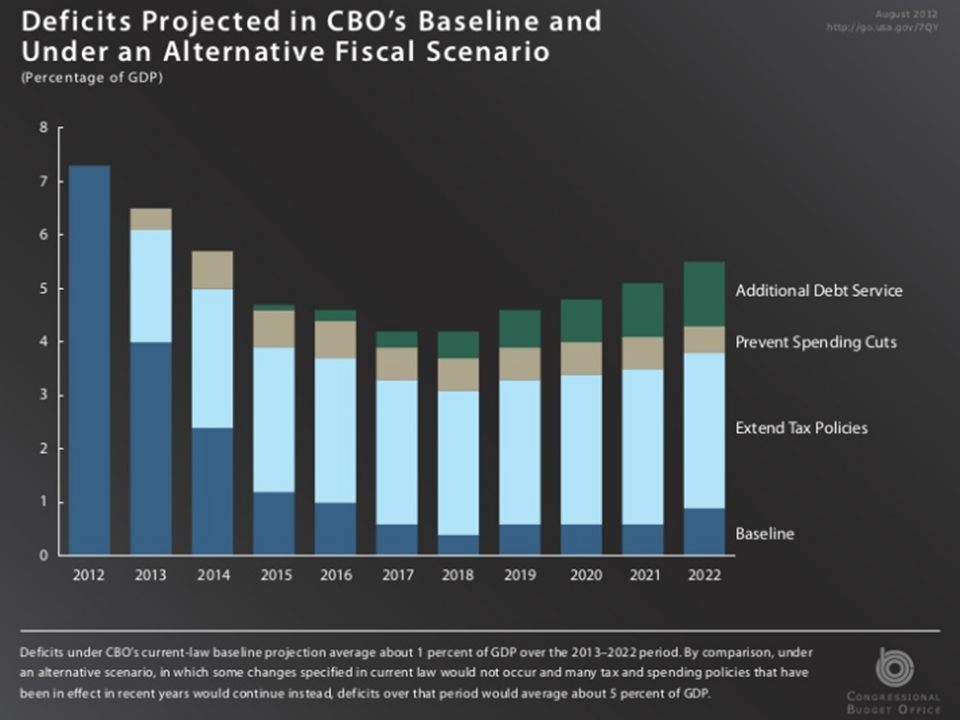
특정 정책의 지속을 가정할 경우 2011-2021년 미국 연방 예산 적자의 GDP 대비 %. 부시 감세 연장 및 기타 세금 인상 연기가 적자에 미치는 큰 영향을 주목하라.

2012년 하반기의 주요 논쟁은 일련의 예정된 감세 만료와 지출 삭감을 시행할지 여부였다. 이러한 변화의 영향은 "재정 절벽"으로 언급되었다. CBO는 2012년 5월에 법안 변경이 없을 경우 다음과 같을 것으로 추정했다.
- 2013년 예상 적자를 1조 370억 달러에서 6천4백10억 달러로 38% 감소;
- 2013년 실질 GDP 성장률을 1.7%에서 -0.5%로 감소시키고, 상반기 경기 침체 확률이 높고, 하반기에는 2.3% 성장;
- 실업률을 8.0%에서 9.1%로 증가;
- 낮은 적자와 부채로 인해 장기적으로 상대적으로 높은 성장을 지원.[31][32]

CBO는 2012년 이후 기존 법률을 발효시키면 미래 예산 적자를 크게 줄일 것이라고 추정했다. 예를 들어, 2001년과 2003년의 부시 감세 (오바마에 의해 2010년부터 2012년까지 처음 연장됨)는 2012년 말에 만료될 예정이었다. CBO에 따른 다른 적자 감소 요인으로는 예산통제법 2011의 자동 지출 삭감 발효 허용, 2011년과 2012년의 급여세 감면 만료 허용, 대체 최저세(AMT)가 더 많은 납세자에게 영향을 미치도록 허용, 의사에 대한 메디케어 상환액 감소 등이 있었다. 이러한 및 기타 현행법이 발효되도록 허용되면 2021년 예상 적자를 GDP의 4.7%에서 GDP의 1.2%로 줄일 것으로 예상되었다. 현행법이 시행되고 새로운 법안에 의해 무효화되지 않으면 10년 동안 총 적자 감소액은 7조 1천억 달러에 달할 수 있었다.
이제 악명 높은 문구는 2012년 2월 연방준비제도 이사회 의장 벤 버냉키가 미국 경제 상황에 대해 의회에 정기적으로 출석했을 때 만들어졌다. 그는 2013년 1월 1일에 "대규모 재정 절벽의 대규모 지출 삭감과 세금 인상"을 묘사했다.
재정 절벽은 주로 2012년 미국 납세자 구제법에 의해 피했는데, 여기에는 다음이 포함되었다. a) 상위 1% 소득자에 대해서만 부시 감세의 만료; b) 오바마 급여세 감세의 종료; c) 군사 및 기타 재량 지출 범주에 대한 지출 시퀘스터 (상한). 모든 소득 수준에 대해 부시 감세가 만료되도록 허용되는 기준선과 비교할 때, 이는 미래 적자를 크게 증가시켰다. 전년도와 비교할 때, 이는 적자를 크게 줄이고 일부 미래 비용 증가를 피했다.

### 환자보호 및 부담적정보험법("오바마케어")의 예산 영향

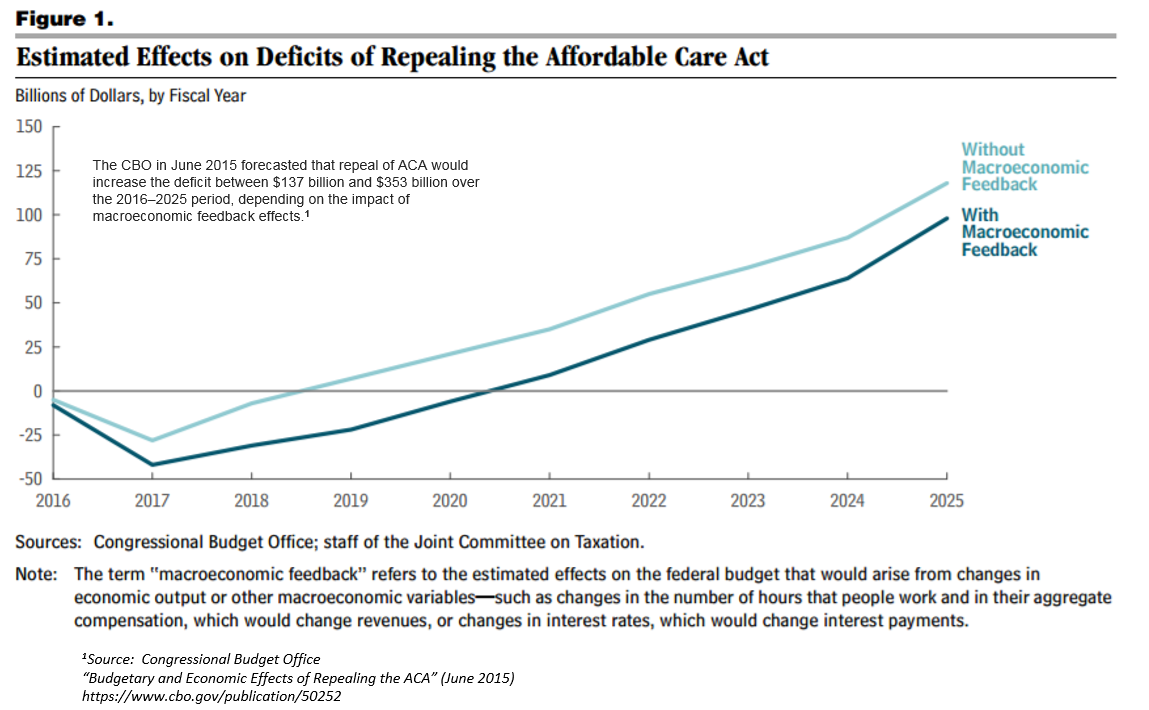
CBO는 2015년 6월 ACA 폐지가 거시경제 피드백 효과의 영향에 따라 2016-2025년 기간 동안 1370억 달러에서 3530억 달러 사이의 적자를 증가시킬 것으로 추정했다.

환자보호 및 부담적정보험법(ACA)은 미국 의회예산처에 의해 여러 차례 평가되었는데, 이는 주로 고소득 납세자(20만 달러 이상, 약 상위 5% 소득자)에 대한 세금 인상과 향후 메디케어 비용 증가를 줄이는 것을 포함하여 적자를 적당히 줄이는 것으로 평가되었고, 이는 보조금 비용을 상쇄했다. CBO는 또한 2015년 6월에 다음과 같이 보고했다: "거시경제 피드백의 예산 효과를 포함하면, ACA를 폐지하면 2016-2025년 기간 동안 연방 예산 적자가 1370억 달러 증가할 것이다." CBO는 또한 거시경제 피드백의 효과를 제외하면 ACA 폐지가 같은 기간 동안 적자를 3530억 달러 증가시킬 것이라고 추정했다.

## 예산 적자에 대한 경제적 영향

### 경제와 예산의 연계성
활황 경제는 높은 수준의 활동과 고용이 더 많은 세입을 창출하고, 사회 안전망 지출(예: 실업, 푸드 스탬프, 장애와 같은 자동 안정화 장치)이 감소함에 따라 예산 적자를 개선하는 경향이 있다. 또한 GDP가 높기 때문에 GDP 대비 예산 측정치는 더 낮다. 반면에 불황 경제(경기 침체)는 경제 활동 감소와 실업 증가가 세입을 감소시키고 자동 안정화 장치 지출을 증가시키기 때문에 반대 방향으로 작용한다. 대침체의 영향은 배경 섹션에서 논의되었다. 따라서 경제와 예산 간의 연관성을 이해하는 핵심은 고용이다. 이것이 정치인들이 일자리 창출을 주요 책임으로 여기는 이유 중 하나이다.
존 메이너드 케인스는 1937년에 다음과 같이 썼다: "호황이 침체보다 재무부의 긴축을 위한 적절한 시기이다." 즉, 정부는 경제 상황을 안정화하기 위해 행동해야 하며, 경제가 호황일 때는 예산 적자를 줄이고(또는 흑자를 유지) 경기 침체일 때는 적자를 늘려야 한다(또는 흑자를 줄여야 한다). 1970년 이후 미국이 예산 흑자를 기록한 유일한 회계연도는 1998-2001년이었는데, 이는 1990년대의 호황 경제와 클린턴의 높은 세율의 조합이었다. 경제 부양책(적자 증가)은 세금을 낮추거나 지출을 늘림으로써 이루어지며, 경제 긴축의 경우는 그 반대이다.
경제학자 로라 단드레아 타이슨은 2011년 7월에 다음과 같이 썼다: "많은 경제학자들처럼, 나는 미국 경제가 직면한 당면 위기는 예산 적자가 아니라 일자리 적자라고 믿는다. 일자리 위기의 규모는 현재 약 1,230만 개의 일자리 격차로 명확히 나타난다. 이는 경제가 2008-2009년 경기 침체 이전의 최고 고용 수준으로 돌아가고 매달 노동 시장에 진입하는 12만 5천 명의 사람들을 흡수하기 위해 추가해야 하는 일자리의 수이다. 현재의 회복 속도로는 2020년 또는 그 이후까지 격차가 해소되지 않을 것이다." 그녀는 2000년에서 2007년 사이의 일자리 성장이 이전 30년간의 절반에 불과했다고 설명하며, 다른 경제학자들의 여러 연구를 인용하여 세계화와 기술 변화가 미국 노동력의 특정 부문과 전반적인 임금 수준에 매우 부정적인 영향을 미쳤음을 지적했다.

### 정부 예산 균형이 부문별 구성 요소로서의 역할

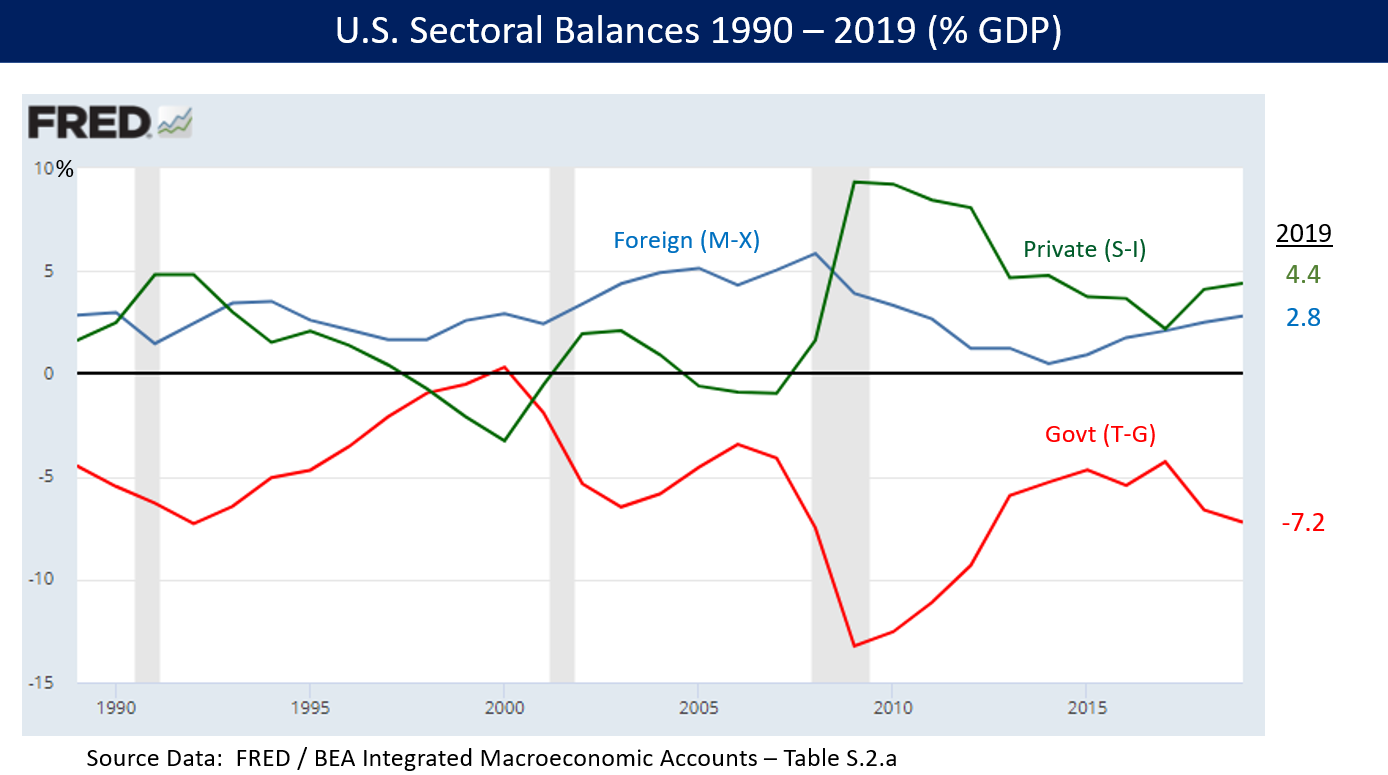
1990-2012년 미국 경제의 부문별 재정 수지. 정의상 세 가지 균형은 순제로여야 한다. 2009년 이후 미국의 자본 흑자와 민간 부문 흑자가 정부 예산 적자를 주도했다.

경제학자 마틴 울프는 2012년 7월에 정부 재정 수지가 미국 경제의 세 가지 주요 재정 부문별 재정 수지 중 하나이며, 나머지 두 가지는 해외 금융 부문과 민간 금융 부문이라고 설명했다. 이 세 부문의 흑자 또는 적자의 합계는 정의상 0이 되어야 한다. 미국에서는 무역 적자를 충당하기 위해 자본이 (순) 수입되기 때문에 해외 금융 흑자(또는 자본 흑자)가 존재한다. 또한 가계 저축이 기업 투자를 초과하기 때문에 민간 부문 재정 흑자가 발생한다. 따라서 정의상 이 세 가지가 모두 0이 되려면 정부 예산 적자가 존재해야 한다. 정부 부문에는 연방, 주, 지방 정부가 포함된다. 예를 들어, 2011년 정부 예산 적자는 GDP의 약 10%(이 중 8.6%는 연방 정부)였으며, 이는 GDP의 4%인 자본 흑자와 GDP의 6%인 민간 부문 흑자를 상쇄했다.
울프는 민간 부문이 갑자기 적자에서 흑자로 전환된 것이 정부 수지를 적자로 만들었다고 주장했다. 그는 "민간 부문의 재정 수지는 2007년 3분기부터 2009년 2분기(미국 정부(연방 및 주)의 재정 적자가 최고점에 달했을 때) 사이에 거의 믿을 수 없는 누적 총 GDP의 11.2%만큼 흑자로 전환되었다... 2007년과 2009년 사이에 대규모 재정 적자로 붕괴된 것을 설명할 수 있는 재정 정책 변화는 전혀 없었다. 이 붕괴는 민간 부문이 재정 적자에서 흑자로, 즉 호황에서 불황으로 대규모로 전환된 것으로 설명된다."
경제학자 폴 크루그먼도 2011년 12월에 민간 적자에서 흑자로의 상당한 전환 원인을 다음과 같이 설명했다: "이러한 대규모 흑자 전환은 주택 거품의 종말, 가계 저축의 급증, 고객 부족으로 인한 기업 투자의 침체를 반영한다."

## 어느 당이 더 큰 예산 적자를 내는가?
경제학자 앨런 블라인더와 마크 왓슨은 민주당 대통령 하에서 예산 적자가 잠재 GDP 대비 2.1%로 공화당 대통령 하의 2.8%보다 적은 경향이 있었으며, 이는 약 0.7% GDP의 차이라고 보고했다. 그들의 연구는 트루먼 대통령부터 오바마 대통령의 첫 임기가 끝나는 2013년 1월까지를 대상으로 했다.

## 트럼프 대통령의 제안

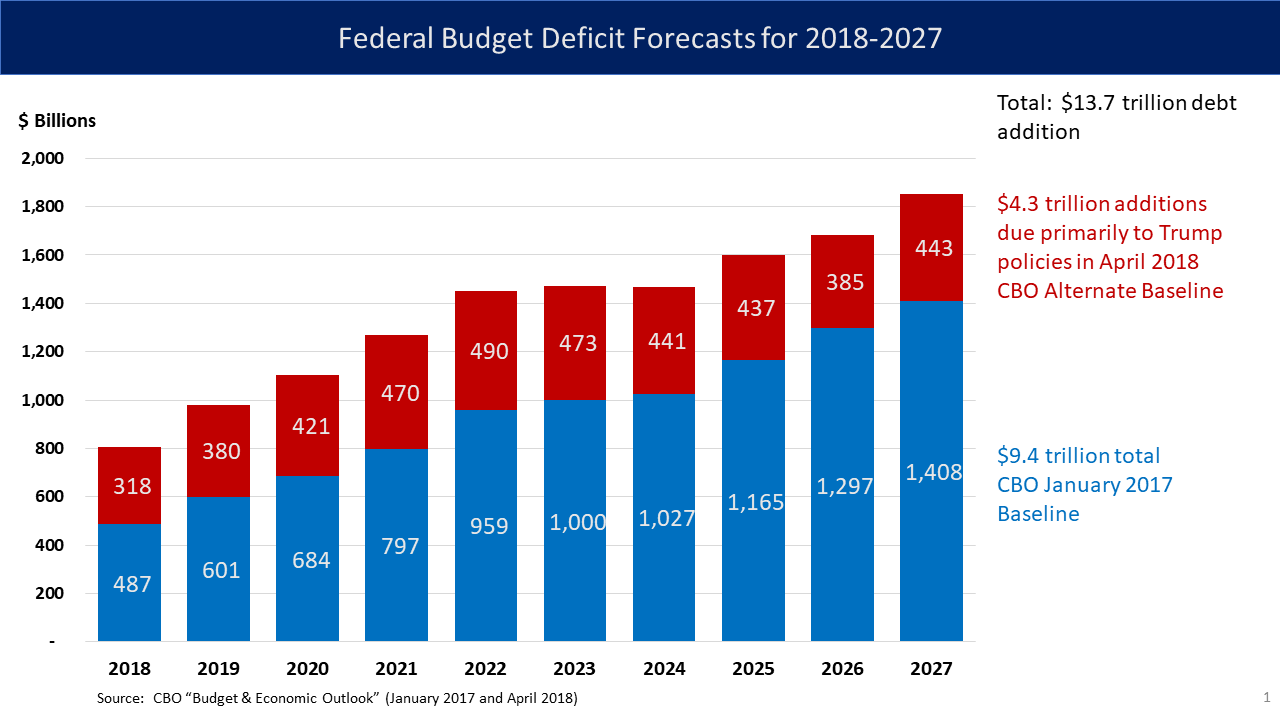
CBO는 2018년 4월 현재 정책 하에서 연간 연방 예산 적자(부채 증가)의 합계가 2018-2027년 기간 동안 13조 7천억 달러가 될 것으로 예측했다. 이는 CBO 2017년 1월 기준선인 9조 4천억 달러보다 4조 3천억 달러(46%) 더 높다. 이러한 변화는 주로 2017년 감세 및 일자리법 때문이다.

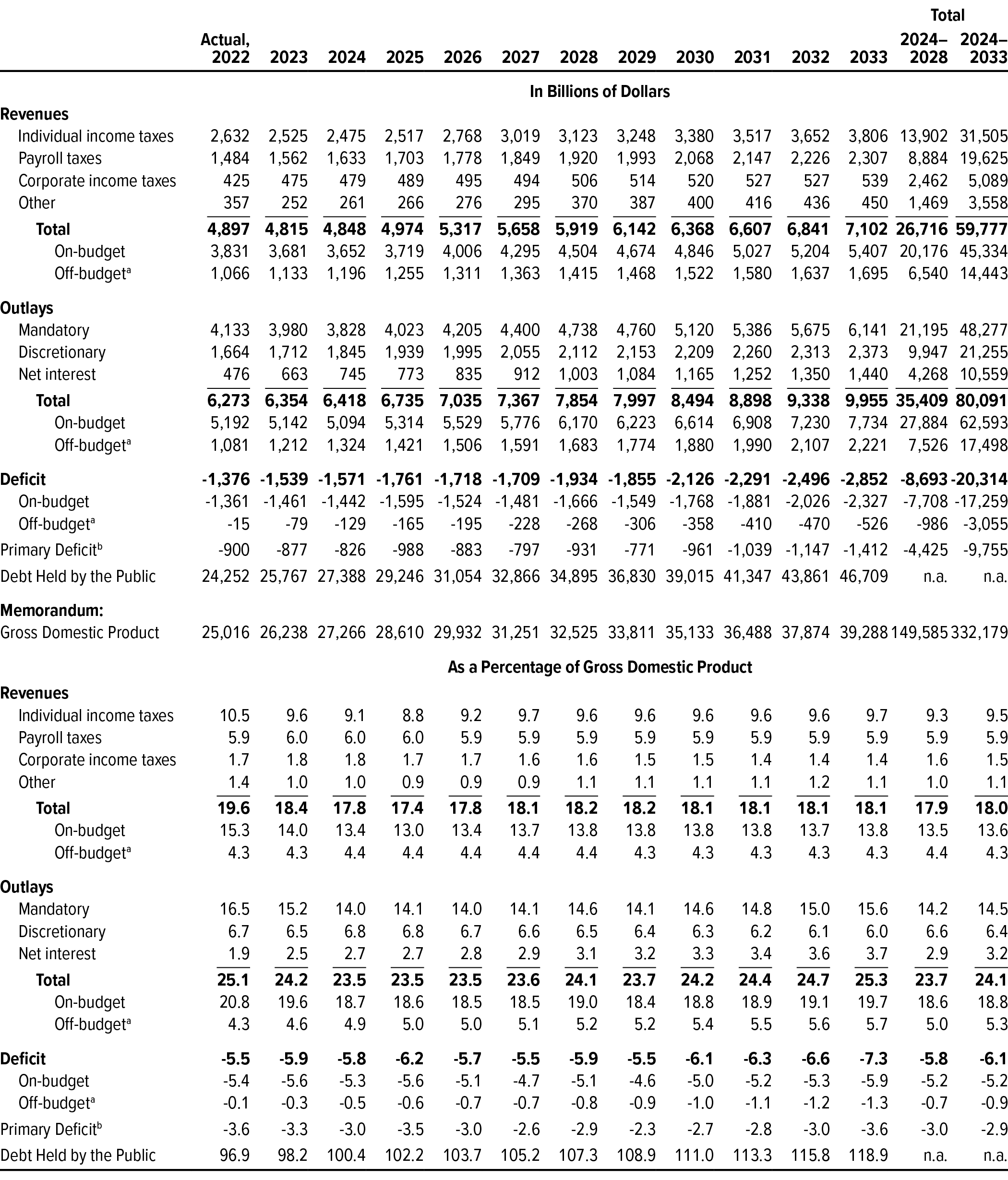
2023년 5월 현재 CBO 현행법 기준선, 연도별 적자 및 부채 예측을 보여준다. 이는 트럼프 대통령의 어떤 변화도 있기 전의 기준선이다. 이는 그가 오바마 대통령으로부터 "물려받은" 재정 상태이다.

선출되기 전, 도널드 트럼프 대통령은 상당한 소득세 감세와 국방 및 인프라 지출 증가를 포함한 정책을 제안했다. 책임 있는 연방 예산 위원회 (CRFB)와 무디스 애널리틱스는 2016년에 이러한 정책을 시행하면 상당한 부채 증가를 이미 포함하고 있는 현재 정책 기준선에 비해 2017-2026년 기간 동안 연간 예산 적자와 국가 부채가 극적으로 증가할 것이라고 보고했다.
예를 들어, CRFB는 다음과 같이 추정했다.
- 상당한 소득세 감면으로 인해 수입이 현재 정책 기준선 대비 10년 동안 5조 8천억 달러 감소할 것이다. 연방 소득세의 약 50%는 상위 1% 고소득 납세자가 납부하며, 소득이 낮은 납세자는 급여세를 납부한다. 따라서 이러한 유형의 감세는 주로 부유층에게 혜택을 준다.
- 지출은 10년 동안 1조 2천억 달러 감소할 것이지만, 7천억 달러의 추가 이자 비용으로 상쇄되어 순 감소액은 5천억 달러가 될 것이다.
- 적자는 10년 동안 5조 3천억 달러 증가할 것이다.
- 공공 부채는 2026년까지 GDP 대비 105%로 증가할 것이며, 이는 현재 정책 기준선에서는 GDP 대비 86%였다. 2016년에는 약 76%였다.[44]

CBO는 트럼프 재임 기간 동안 제안된 주요 예산 법안을 "채점"할 것이다.

### 트럼프 대통령은 어떤 적자 궤적을 "물려받았는가"?
2017년 1월, 미국 의회예산처는 오바마 행정부 말에 시행된 법률을 기반으로 2017-2027년 기간의 기준 예산 예측을 보고했다. CBO는 2018-2027년 동안 연간 예산 적자(즉, 부채 증가분)의 합계가 9조 4천억 달러가 될 것으로 예측했다. 이러한 증가는 주로 고령화 인구, 사회보장 및 메디케어 비용에 미치는 영향, 그리고 부채 이자로 인해 발생할 것으로 보였다.
CBO는 또한 오바마 행정부 말에 시행된 정책이 향후 10년간 지속될 경우, 실질 GDP는 연간 약 2% 성장하고, 실업률은 약 5%를 유지하며, 인플레이션은 약 2%를 유지하고, 금리는 완만하게 상승할 것으로 추정했다. 트럼프 대통령의 경제 정책은 이 기준선과 비교하여 측정될 수도 있다.

### 트럼프 대통령의 정책은 연방 예산에 어떤 영향을 미쳤는가?
적자는 연도별 실제 수치를 비교하거나, 주요 법안이 통과되기 전후의 CBO 기준선 예측과 실제 수치를 비교하여 해당 법안의 효과를 평가할 수 있다. 2018 회계연도(FY 2018)는 2017년 10월 1일부터 2018년 9월 30일까지였다. 이는 트럼프 대통령이 예산을 편성한 첫 회계연도였다. 재무부는 2018년 10월 15일, 2017 회계연도의 6천660억 달러였던 예산 적자가 2018 회계연도에는 7천790억 달러로 1천130억 달러, 즉 17.0% 증가했다고 보고했다. 세입은 0.4% 증가한 반면, 지출은 3.2% 증가했다. 세입은 일반적으로 경제 성장 시 증가하며, 감세가 없는 CBO 기준선보다 감세가 있는 경우 더 느리게 증가한다. 2018년 적자는 GDP의 3.9%로 추정되며, 2017년의 GDP의 3.5%보다 증가했다.
2017년 1월, 트럼프 대통령 취임 직전, CBO는 당시 시행 중인 법률이 유지될 경우 2018 회계연도 예산 적자가 4천870억 달러가 될 것으로 예측했다. 실제 7천820억 달러는 이 예측 대비 2천950억 달러 또는 61% 증가한 수치이다. 이러한 차이는 주로 2018년에 발효된 감세 및 일자리법과 기타 지출 법안 때문이었다.
2018-2027년 기간에 대해, CBO는 2017년 1월에 오바마 정책이 계속될 경우 부채에 9조 4천억 달러를 추가할 것(즉, 해당 연도의 연간 적자 합계)이라고 예측했다. 그러나 감세 및 일자리법과 기타 지출 법안 이후 2018년 4월 CBO 예측은 13조 7천억 달러로 증가하여 4조 3천억 달러 또는 46% 증가했다. 이 "현행 정책" 예측은 개인에 대한 트럼프 감세가 예정된 만료 날짜 이후에도 연장될 것이라고 가정한다.
뉴욕 타임스는 2019년 8월에 다음과 같이 보도했다: "증가하는 적자는 트럼프 대통령의 2017년 감세 이후 연방 수입이 급감한 데서 비롯된다. 이 감세는 개인 및 법인 세율을 낮춰 재무부에 유입되는 세금이 훨씬 줄어들게 했다. 2018년과 2019년의 세입은 2017년 12월 세법이 승인되기 전 2017년 6월에 예산처가 예측했던 것보다 4천3백억 달러 이상 부족하다."

## 공공 부채에 대한 논쟁

### 공공 부채의 적절한 측정 기준은 무엇인가?
경제학자들은 또한 공공 부채의 정의와 한 국가 및 그 시민이 짊어지는 부채 부담을 결정하는 데 사용되는 올바른 측정 기준에 대해 논쟁한다. 일반적인 측정 기준은 다음과 같다.
- 공공 보유 부채: 국채와 같은 시장성 있는 정부 유가증권 보유자에 대한 정부의 의무.
- 정부 간 부채: 사회 보장 신탁 기금과 같은 특정 법적 실체에 대한 정부의 의무.
- 총 또는 국가 부채: 공공 보유 부채와 정부 간 부채의 합계.

공공 보유 부채의 달러 금액과 경제 규모(GDP) 대비 비율은 모두 일반적인 측정 기준이다. CBO는 1967 회계연도부터 이러한 금액을 매년 1월에 발행되는 "예산 및 경제 전망" 보고서와 함께 제공되는 "역사적 예산 데이터"에 보고한다.
- 공공 보유 부채는 2008년부터 2016년까지 연평균 12% 증가하여 2008년 5조 8천억 달러에서 2016년 14조 2천억 달러로 증가했다.
- 공공 보유 부채는 2008년 39.3%에서 2012년 70.4%로 빠르게 증가한 후 2016년 77.0%로 서서히 증가했다.[45]

재무부는 TreasuryDirect 웹사이트 및 미국 재무 재정 데이터 웹사이트를 통해 시점별 국가 부채 데이터를 제공한다. 재무부는 월별 "부채 상황 및 활동 보고서"를 발행하며, 여기에는 공공이 보유한 부채, 정부간 부채, 국가 부채("총 공공 부채 잔액")가 포함된다. 2016년 12월 31일 현재, 이 금액은 다음과 같다.
- 공공 보유 부채: 14조 4천3백억 달러.
- 정부 간 부채: 5조 5천4백억 달러.
- 국가 부채: 19조 9천7백억 달러.[50]
- 2016년 4분기 명목 GDP 18조 9천억 달러 대비, 국가 부채는 GDP의 약 106%였다.

폴 크루그먼은 2010년 5월에 공공 부채가 사용해야 할 올바른 측정 기준이라고 주장했지만, 라인하트는 국가 재정 책임 및 개혁 위원회에 총 부채가 적절한 측정 기준이라고 증언했다. 위원회의 일부 위원들은 총 부채에 초점을 맞추고 있다. 예산 및 정책 우선순위 센터 (CBPP)는 여러 경제학자들의 연구를 인용하며 더 낮은 공공 부채 수치를 부채 부담의 더 정확한 측정치로 사용하는 것을 지지하며, 이 위원회 위원들과 의견을 달리했다.

### 정부 간 부채
2011년 2월 약 4조 6천억 달러였던 정부간 부채의 경제적 성격에 대한 논쟁이 있다. 정부간 부채의 상당 부분은 2조 6천억 달러에 달하는 사회보장 신탁 기금이다.
예를 들어, CBPP는 다음과 같이 주장한다.
공공이 보유한 부채는 정부가 차입을 위해 민간 신용 시장에 얼마나 진입하는지를 반영하기 때문에 중요하다. 이러한 차입은 민간 국가 저축과 국제 저축을 활용하며, 따라서 비정부 부문(공장 및 장비, 연구 개발, 주택 등)에 대한 투자와 경쟁한다. 이러한 차입의 대규모 증가는 또한 금리를 상승시키고 연방 정부가 미국 외부의 대출 기관에 지불해야 하는 미래 이자 지불액을 증가시켜 미국인 소득을 감소시킬 수 있다. 이와 대조적으로, 정부간 부채(총 부채의 다른 구성 요소)는 연방 정부가 자신에게 빚지고(이자도 지불하는) 돈에 불과하므로 그러한 효과가 없다.
만약 미국이 CBO와 OMB가 예측하는 대로 예측 가능한 미래에도 "예산상" 적자를 계속 기록한다면, 사회보장 프로그램의 예상 부족분을 충당하기 위해 시장성 있는 재무부 증권과 채권(즉, 공공이 보유한 부채)을 발행해야 할 것이다. 이는 사회보장 신탁 기금이 청산되는 기간(2015년에서 2030년대 중반으로 예상됨) 동안 공공이 보유한 부채가 "정부 간 부채"를 대체하는 결과를 낳을 것이다. 이러한 정부 간 부채의 공공이 보유한 부채로의 대체는 다음의 경우에는 발생하지 않을 것이다: a) 미국이 사회보장 프로그램의 "예산 외" 적자를 상쇄할 만큼 충분한 "예산상" 흑자를 기록하는 경우; 또는 b) 사회보장이 예산 외 흑자를 유지하도록 개혁되는 경우.

### 부채의 "위험 수준"이 있는가?
경제학자 카르멘 라인하트와 케네스 로고프의 2010년 보고서에서 인용된 연구는 GDP 대비 90%의 부채 수준이 위험한 임계점이라는 것을 암시하는 데 사용되었으며, 이는 긴축과 예산 통제를 주장하는 사람들 사이에서 특히 영향력이 있었다. 그러나 이 임계점은 코딩 오류와 의심스러운 방법론으로 인해 비판을 받았다.
경제학자 폴 크루그먼은 고정된 부채 한계 또는 위험 수준의 존재를 부인하며, 높은 부채가 아니라 낮은 성장이 높은 부채를 유발한다고 주장한다. 그는 또한 유럽, 일본, 미국에서는 이 경우가 그렇다고 지적한다. 미국에서 GDP 대비 90%가 넘는 부채 기간은 "실질 GDP가 감소하던" 제2차 세계대전 이후뿐이었다.
벤 버냉키 연준 의장은 2010년 4월에 다음과 같이 언급했다.
경험이나 경제 이론 모두 정부 부채가 번영과 경제 안정을 위태롭게 하기 시작하는 임계값을 명확히 나타내지 않는다. 그러나 급격히 증가하는 연방 부채와 관련된 상당한 비용과 위험을 고려할 때, 우리 국가는 곧 시간의 흐름에 따라 적자를 지속 가능한 수준으로 줄이기 위한 신뢰할 수 있는 계획을 수립해야 한다.

## 세금 정책에 대한 논쟁
민주당과 공화당은 세금 개혁에 대해 매우 다른 의미를 부여한다. 민주당은 더 높은 소득세율을 통해 부유층이 더 많은 세금을 내야 한다고 주장하는 반면, 공화당은 소득세율 인하에 초점을 맞춘다. 양당 모두 세금 지출 (즉, 면제 및 공제)을 줄이는 것에 대해 논의하지만, 공화당은 자본 이득 및 배당금에 대한 낮은 세율을 유지하는 데 초점을 맞추는 반면, 민주당은 교육 세액 공제 및 공제 한도를 선호한다. 정치적 현실로 인해 연간 1,500억 달러 이상이 개인 세금 지출에서 제거될 가능성은 낮다. 더 공통점이 있는 분야는 법인세율인데, 양당 모두 낮은 세율과 적은 세금 지출이 미국을 해외 경쟁과 더 직접적으로 일치시킬 것이라는 데 일반적으로 동의했다.

### 부유층에게 세금을 더 많이 부과함으로써 얼마나 많은 세수를 올릴 수 있는가?
2017년에 약 60만 달러 이상을 벌어들인 미국 최고 부유층(예: 상위 1%)에 대한 소득세와 부유세를 대폭 인상함으로써 상당한 양의 세수를 확보할 수 있다.
- 워싱턴 포스트는 두 경제학자의 별도 연구를 보도했는데, 이 연구는 상위 1% 소득자에 대한 최고 한계세율을 2018년 37%에서 70%로 인상하면 10년 동안 총 3조 달러까지 세수를 늘릴 수 있다고 결론 내렸다. 이 추정치는 부유층이 이러한 세금 인상을 회피하는 방법(예: 비과세 지방채로 더 많은 부를 이전)을 찾을 수 있기 때문에 높을 수 있다. 대신 57%로 인상하면 10년 동안 총 1조 7천억 달러를, 83%로 인상하면 10년 동안 총 3조 8천억 달러를 늘릴 수 있다.
- CBO는 가장 높은 두 소득세 구간에 대한 세금을 1%포인트만 인상(예: 37%에서 38%로)하면 10년 동안 약 1,200억 달러의 순수익을 얻을 수 있다고 추정했다. 이는 연간 20만 달러 이상을 버는 모든 사람에게 적용될 것이다.
- CBO는 0.1%의 금융 거래세율이 10년 동안 총 7,800억 달러를 늘릴 수 있다고 추정했다.
- CBO는 법인세율을 35%로 되돌리면(2018년 감세 및 일자리법으로 21%로 인하됨) 10년 동안 추가로 총 1조 달러를 늘릴 수 있다고 추정했다.[61]
- CBO는 2014-2023년 기간 동안 거의 12조 달러에 달하는 세금 지출(예: 공제, 제외, 우대 세율)이 발생할 것이며, 이 중 약 17%(2조 달러 또는 연평균 2천억 달러)는 상위 1% 소득자에게만 적용될 것이라고 추정했다. 이 집단의 가장 큰 세금 지출 중 하나(약 절반)는 자본 이득 및 배당금에 대한 우대(낮은) 세율이다.[62]

2018년에 경제학자 폴 크루그먼은 다른 경제학자들의 연구를 요약하여 최적의 한계세율이 73% 이상 범위가 될 것이라고 결론 내렸는데, 이는 세수 최대화 측면에서 그렇다. 이는 여러 요인의 조합 때문인데, 부유층은 한계 소득의 더 많은 부분을 소비하기보다 저축하는 경향이 있으며; 이 돈의 일부를 세금으로 징수하여 저소득층에게 이전하면 경제 성장과 소득이 증가하기 때문이다.

### 2001년과 2003년 감세의 예산 영향

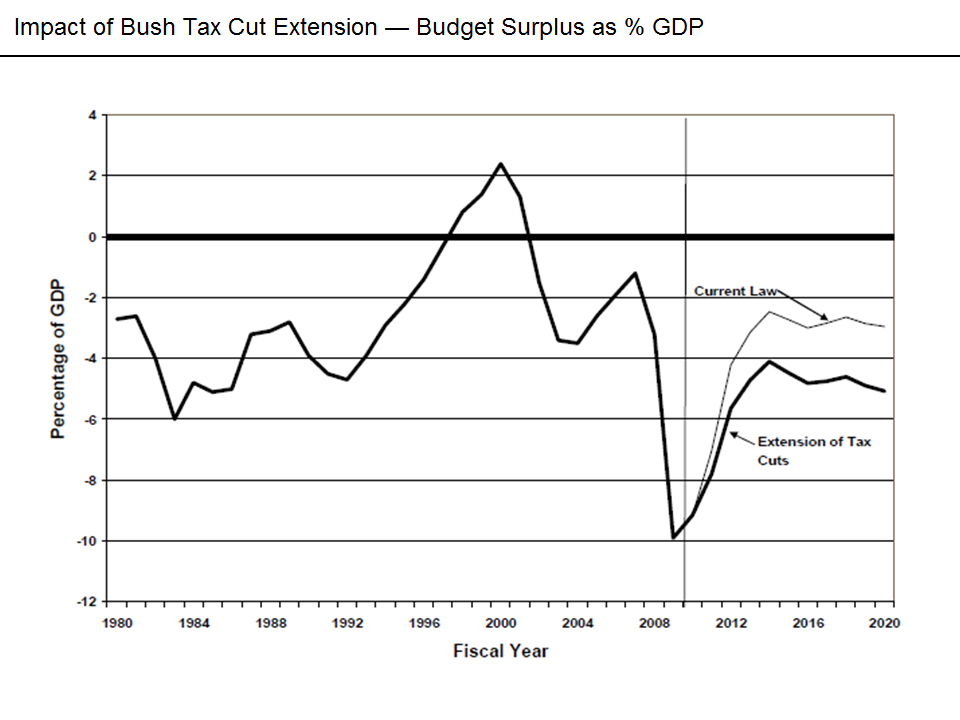
미국 의회조사국- 부시 감세 연장의 영향

2001년에서 2003년 사이에 부시 대통령 하에서 다양한 감세가 시행되었다(일반적으로 "부시 감세"라고 불림). 이는 2001년 경제 성장 및 세금 감면 조정법(EGTRRA)과 2003년 일자리와 성장을 위한 조세 감면 조정법(JGTRRA)을 통해 이루어졌다. 이러한 감세 대부분은 2010년 12월 31일에 만료될 예정이었다. 이들은 2010년 세금 감면, 실업 보험 재승인 및 일자리 창출법에 의해 2013년까지 연장되었고 이후 2012년 미국 납세자 구제법의 일환으로 약 상위 1%의 납세자에게만 만료되도록 허용되었다.
그렇다면 부시 감세의 예산적 함의는 무엇이었을까?
- 미국 의회예산처 (CBO)는 2009년 1월 오바마 취임 2주 전, 2009 회계연도 적자가 1조 2천억 달러가 될 것이며, 부시 감세가 2010년 예정대로 만료된다고 가정할 경우 다음 10년 동안 부채가 3조 1천억 달러 증가할 것이고, 모든 소득 수준에서 부시 감세가 연장될 경우 약 6조 달러 증가할 것이라고 예측했다. CBO 기준선의 다른 가정을 조정하면 해당 부채 수준은 훨씬 더 높아질 수 있었다.[13] 따라서 이 추정치에 따르면, 이러한 감세는 10년 동안 약 3조 달러의 세입 감소와 이자 증가(즉, 부채 증가)를 의미했다.
- 2010년 8월, CBO는 2011-2020년 기간 동안 감세 연장이 국가 부채에 3조 3천억 달러를 추가할 것이라고 추정했다: 2조 6천5백억 달러의 포기된 세수와 이자 및 부채 상환 비용으로 6천6백억 달러.[64]

비당파 단체인 퓨 자선 재단은 2010년 5월에 부시 감세의 일부 또는 전부를 연장하는 것이 다음 시나리오에서 다음과 같은 영향을 미칠 것이라고 추정했다.
- 소득에 관계없이 모든 납세자에게 감세를 영구화하면 향후 10년간 국가 부채가 3조 1천억 달러 증가할 것이다.
- 소득이 20만 달러 미만인 개인 및 25만 달러 미만인 부부에게만 연장을 제한하면 다음 10년간 부채가 약 2조 3천억 달러 증가할 것이다.
- 모든 납세자에 대한 감세를 2년 동안만 연장하면 다음 10년간 5천5백80억 달러의 비용이 들 것이다.[65]

비당파적인 미국 의회조사국 (CRS)은 2001년과 2003년 감세를 2010년 이후로 연장할 경우 10년간 세수 손실이 2조 9천억 달러에 달하고, 부채 상환 비용(이자)으로 추가 6천60억 달러가 발생하여 총 3조 5천억 달러에 달할 것이라고 보고했다. CRS는 감세를 영구적으로 연장하고 상속세를 폐지하면 연간 적자에 GDP의 2%가 추가될 것이라는 CBO 추정치를 인용했다. 규모를 비교하자면, 1966년부터 2015년까지 GDP 대비 적자의 역사적 평균은 약 2.8%였으므로, 이는 적자가 거의 두 배가 되는 것을 의미했다.
예산 및 정책 우선순위 센터는 2010년에 다음과 같이 썼다: "75년 사회보장 부족분은 그 기간 동안 미국인 중 가장 부유한 2%(연소득 25만 달러 이상)에 대한 2001년 및 2003년 감세 연장 비용과 거의 같은 규모이다. 의회 의원들은 부유층에 대한 감세가 감당할 수 있다고 주장하면서 동시에 사회보장 부족분이 심각한 재정 위협을 구성한다고 주장할 수 없다."

### 소득세율 인하가 정부 수입을 증가시킬 수 있는가?

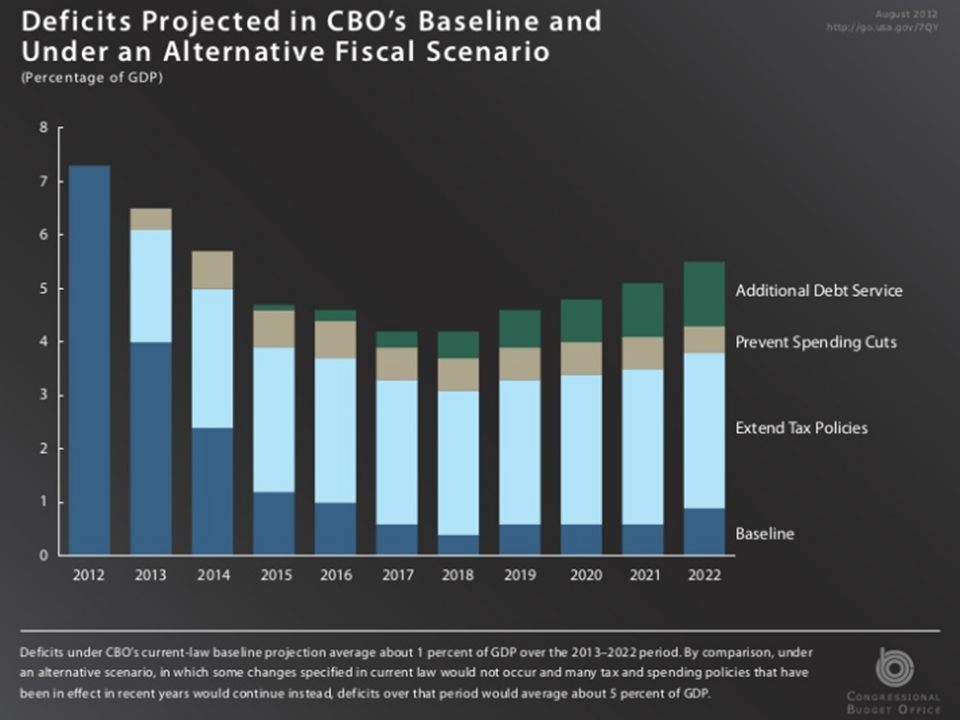
특정 정책의 지속을 가정할 경우 2011-2021년 미국 연방 예산 적자의 GDP 대비 %. CBO는 부시 감세 연장이 적자를 극적으로 증가시킬 것으로 추정했다.

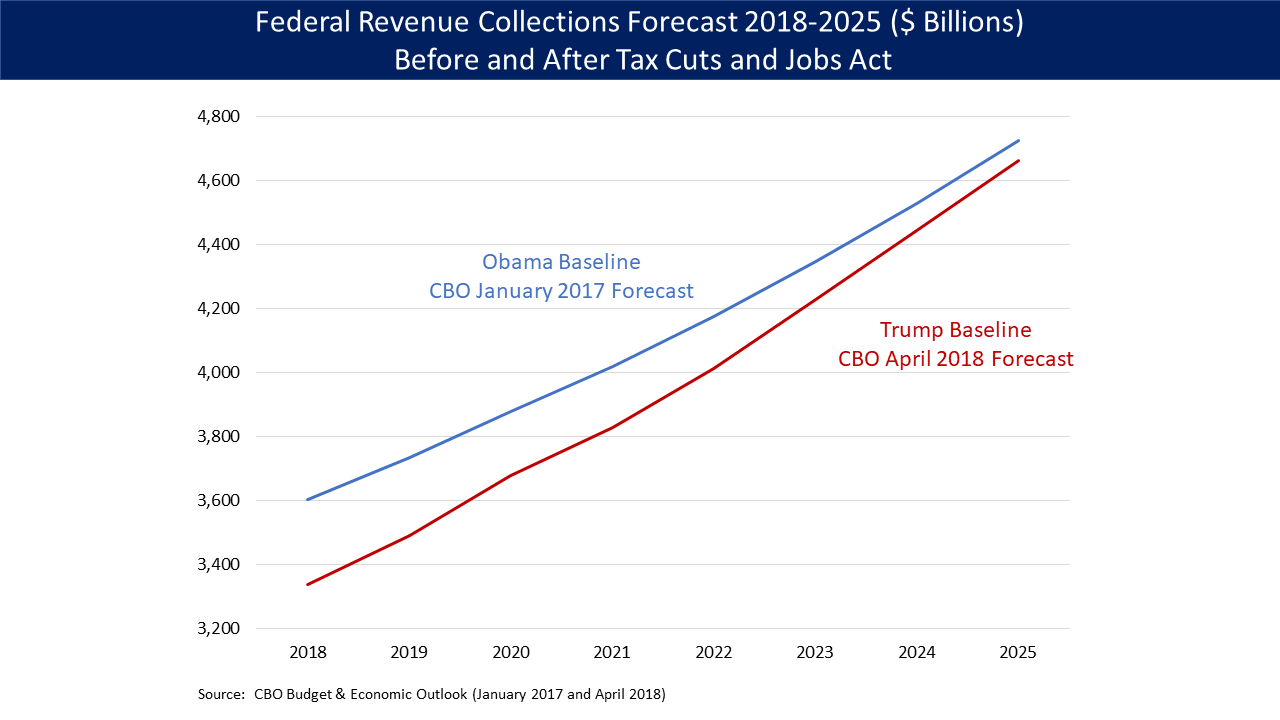
미국 연방 수입 징수 예측 비교: 2017년 1월(오바마 행정부 말의 법률 기반)과 2018년 4월(트럼프 정책 변화 반영)의 두 가지 CBO 예측. 주요 통찰은 다음과 같다: 1) 감세는 감세가 없는 기준선 대비 수입 징수를 감소시킨다; 2) 경제 성장과 함께 두 예측 모두에서 매년 세입이 증가한다; 3) 격차는 초기에는 더 크며, 이는 초기 연도에 더 큰 경기 부양 효과를 나타낸다.

#### CBO, CRS 및 재무부 연구
미국 의회예산처는 감세가 저절로 재정을 충당하지 않으며, 감세가 없는 정책 기준선에 비해 적자를 증가시킨다고 일관되게 보고해 왔다. 예를 들어, CBO는 2012년 6월에 2001년과 2003년의 부시 감세 (EGTRRA 및 JGTRRA)가 이자를 제외하고 2001년과 2011년 사이에 약 1조 6천억 달러의 부채를 추가했다고 추정했다. 2010년 8월, 미국 의회예산처 (CBO)는 2011-2020년 기간 동안 감세 연장이 국가 부채에 3조 3천억 달러를 추가할 것이며, 이는 2조 6천5백억 달러의 포기된 세수와 이자 및 부채 상환 비용으로 6천6백억 달러로 구성된다고 추정했다.
2006년 재무부 연구는 부시 감세가 시행 후 첫 4년 동안 매년 평균 GDP의 약 1.5%만큼 세수를 줄였으며, 이는 해당 감세가 없는 기준선에 비해 연간 약 6%의 세수 감소를 의미한다고 추정했다. 이 연구는 또한 1962년 케네디 감세와 1981년 레이건 감세도 세수를 줄였다고 지적했다. 이 연구는 시행 후 첫 4년을 넘어선 분석을 확장하지 않았다.
비당파적인 미국 의회조사국은 2012년에 다음과 같이 보고했다.
최고 세율 인하가 저축, 투자 및 생산성 성장과 상관관계가 없는 것으로 나타났다. 최고 세율은 경제 규모와 거의 또는 전혀 관련이 없는 것으로 보인다. 그러나 최고 세율 인하는 소득 분포의 상위 계층으로 소득 집중이 증가하는 것과 관련이 있는 것으로 보인다.

#### 공급측면 주장
이론적으로 정부는 0% 또는 100% 세율에서는 수입을 거두지 못한다. 따라서 정부 수입이 극대화되는 어떤 중간 지점이 존재한다. 세율을 100%에서 이 가상의 최대 수입 세율로 낮추면 이론적으로 수입이 증가하고, 이 세율 아래로 계속 낮추면 수입이 감소할 것이다. 이 개념은 래퍼 곡선의 기반이 되며, 이는 공급측면 경제학의 한 요소이다. 1970년대 이후 일부 "공급측면" 경제학자들은 한계 세율을 낮추면 경제 성장을 촉진하여 다른 요인이 일정하다면 세수가 증가할 수 있다고 주장해 왔다.
그러나 경제 모델과 계량 경제학 분석은 "공급측면" 이론에 대한 약한 지지를 발견했다. 재무부는 2006년에 1962년, 1981년, 2001년, 2003년의 감세가 모두 그러한 감세가 없는 정책 기준선에 비해 세수를 감소시켰다고 보고했다. 예산 및 정책 우선순위 센터 (CBPP)는 정치적 스펙트럼 전반의 경제학자들이 수행한 다양한 연구를 요약하여 감세가 저절로 재정을 충당하지 않고 적자를 증가시킨다는 것을 보여주었다. CBO와 미국 재무부의 연구 또한 감세가 저절로 재정을 충당하지 않는다는 것을 보여주었다.
2003년, 10명의 노벨상 수상자를 포함한 450명의 경제학자들이 부시 대통령에게 보낸 부시 감세에 반대하는 경제학자 성명에 서명하며 "이러한 감세는 장기 예산 전망을 악화시키고... 정부의 사회보장 및 메디케어 혜택뿐만 아니라 학교, 건강, 인프라, 기초 연구에 대한 투자 재원 조달 능력을 감소시킬 것이며... [그리고] 세후 소득의 불평등을 더욱 심화시킬 것"이라고 밝혔다.
경제학자 폴 크루그먼은 2007년에 "감세가 스스로 재정을 충당할 것이라고 증거 없이 주장한 공급측면 이론은 보수주의자들 사이에서도 전문 경제학 연구 분야에서 전혀 힘을 얻지 못했다"고 썼다. 워싱턴 포스트는 2007년에 자유주의 및 보수 경제학자들의 다양한 세금 연구를 요약했는데, 이는 소득세 및 자본 이득세 감세가 스스로 재정을 충당하지 않는다는 것을 나타냈다. 경제학자 누리엘 루비니는 2010년 10월에 공화당이 "부두 경제학, 즉 창조론의 경제적 등가물이라는 믿음에 갇혀 있다"고 썼으며, 민주당 행정부는 탄소세나 부가가치세를 통해 세금 시스템을 개선할 의지가 없다고 썼다. 워렌 버핏은 2003년에 다음과 같이 썼다: "감세 수사를 들을 때, 한 종류의 납세자에게 '혜택'을 주는 것은 – 지금이든 나중이든 – 다른 당사자들에게 동등한 부담을 지우는 것을 요구한다는 것을 기억하라. 다시 말해, 내가 혜택을 받으면 다른 누군가가 대가를 지불한다. 정부는 국가 전체에 공짜 점심을 제공할 수 없다." 전 데이비드 M. 워커는 2009년 1월에 다음과 같이 말했다: "총, 버터, 감세는 동시에 가질 수 없다. 숫자가 맞지 않는다." 경제학자 사이먼 존슨은 2012년 4월에 다음과 같이 썼다: "세금 감면이 더 높은 성장을 통해 '스스로 재정을 충당한다'는 생각은 단지 희망 사항일 뿐이다."

#### 경험적 관찰
소득세 수입은 일반적으로 1970년부터 2000년까지 경제 성장과 함께 명목 달러 기준으로 매년 새로운 최고치를 기록했지만, 1981-1982년 경기 침체 이후 1983년만 예외였다. 그러나 2000년에 최고치를 기록한 후 소득세 수입은 2006년까지 이 최고치를 다시 회복하지 못했다. 2007년과 2008년의 정체 이후, 금융 위기와 경기 침체로 인해 2009년과 2010년에 수입이 크게 감소했다. 2010년 소득세 수입은 2000년 최고치보다 낮았다. GDP 대비 소득세 수입은 1980년대 대부분 기간(1980년 GDP의 9.0%에서 1989년 8.3%로) 감소했으며, 1990년대 대부분 기간(1990년 GDP의 8.1%에서 1999년 9.6%로) 증가했고, 2000년대(2000년 GDP의 10.2%에서 2009년 6.5%로) 감소했다. 경제 활동과 세금 정책이 이러한 추세를 이끄는 정도는 전문가들 사이에서 논의되고 있다. 한계 소득세율은 1980년대 초에 낮아졌지만, 수입 달러는 그 기간 내내 증가했으며, GDP 대비 수입은 감소했다. 한계 세율은 1990년대에 높아졌고, 수입 달러와 GDP 대비 수입 모두 증가했다. 한계 세율은 2000년대 초에 다시 낮아졌고, 수입과 GDP 대비 수입 모두 일반적으로 감소했다.

### 세입 증가만으로 예산 적자를 해결할 수 있는가?

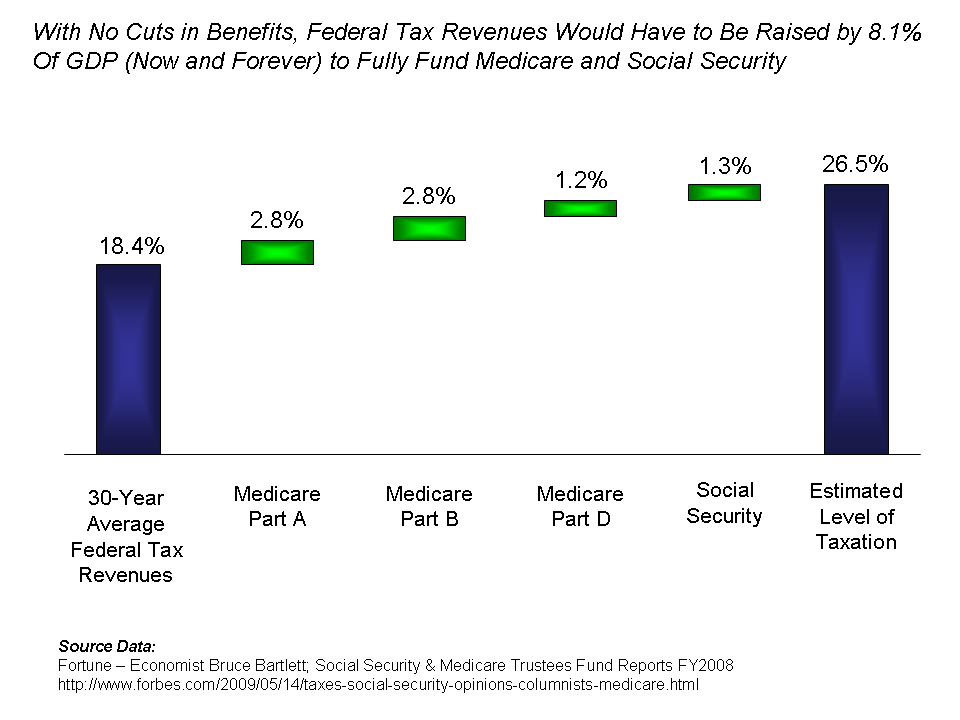
메디케어 및 사회보장 프로그램의 예상 재정 격차

정치적 스펙트럼 전반의 전문가 패널들은 예산 적자와 미래 부채 증가를 줄이기 위해 세입 증가와 지출 감소를 조합해야 한다고 주장해 왔다. 그러나 이러한 조치의 성격과 균형은 상당히 다양하다. 경제학자 브루스 바틀릿은 2009년에 메디케어와 사회보장 제도의 혜택 삭감 없이 연방 세금이 예상되는 프로그램 부족분을 충당하고 부채 증가를 피하기 위해 지금부터 영구적으로 GDP의 8.1% 증가해야 할 것이라고 썼다. 연방 세수 수입의 30년 역사적 평균은 GDP의 18.4%이므로, 이는 미국 역사적 수준에 비해 GDP 대비 세수 수입이 크게 증가하는 것을 의미한다. 그러나 이러한 증가는 여전히 프랑스와 독일과 같은 다른 선진국에 비해 GDP 대비 세수 수입이 상당히 낮을 것이다 (참조: GDP 대비 세수 비율별 국가 목록).
CBO는 2011년 8월에 부시 감세와 2009년 및 2010년에 제정되거나 연장된 기타 감세가 만료되도록 허용될 경우, 2013-2021년 동안 매년 예산 적자가 GDP의 2.0-3.0% 감소할 것이라고 추정했다.

### 세금 인상이 "일자리를 없애는가"?
공화당 저명 의원들은 오바마 대통령 재임 기간 동안 세금 인상이 일자리를 "없앨" 것이라고 주장했다. 이는 재정절벽과 부시 감세 만료에 대한 논쟁이 계속되던 2011-2013년에 자주 들리던 공화당의 흔한 이야기였다. 하지만 그것이 사실일까? 단기적으로는 어떻고, 장기적으로는 어떨까?
- 단기: 경제 이론은 예산 적자를 줄일 정도로 세금을 인상하면 다른 조건이 동일하다면 단기적으로 경제를 둔화시킨다고 설명한다. 다시 말해, 더 높은 예산 적자는 더 많은 경제 부양과 일자리 창출과 일치하는 반면, 더 낮은 예산 적자는 더 적은 경제 부양과 일자리 창출을 의미한다. 예를 들어, CBO는 재정절벽과 관련된 낮은 적자 및 높은 적자 시나리오 하에서 2013년 경제 결과를 예측했다. 낮은 적자 시나리오에서는 2013년에 경제 성장이 더 느리고 실업률이 더 높았다. 이는 2013년 모든 소득 수준에서 부시 감세가 만료되고 오바마 대통령이 제정한 급여세 감세도 만료된다고 가정했다.[93] 이는 적어도 단기적으로는 공화당의 주장을 지지하는 것처럼 보일 수 있다.
- 장기: CBO는 또한 감세 연장으로 인한 높은 부채 수준이 장기적으로 경제 성장과 고용에 해를 끼칠 수 있다고 보고했다: "또한, 재정 긴축이 제거되고 [감세가 연장되고] 현재 시행 중인 정책이 무기한 유지된다면, 이 10년과 그 이후에도 연방 부채의 지속적인 급증은 재정 위기(정부가 저렴한 금리로 돈을 빌릴 수 있는 능력을 잃게 됨)의 위험을 높이고 궁극적으로는 현재 법률에서 정한 대로 재정 긴축이 허용되었을 때 발생할 수 있는 것보다 국가의 생산 [따라서 고용] 및 소득을 감소시킬 것이다."[93]

요약하자면 경제 이론은 세금 인상이 단기적으로 일자리 창출을 둔화시킬 수 있지만, 낮은 부채 수준을 통해 장기적으로는 이를 촉진할 수 있음을 나타낸다.
그러나 이 "다른 조건이 동일하다면" 조건은 많은 경제적 요인이 동시에 움직이는 현실 세계에서는 거의 충족되지 않는다. 예를 들어, 클린턴 행정부(소득세를 인상했다) 시절의 경제 성장과 일자리 창출은 레이건 행정부(소득세를 인하했다) 시절보다 높았다. 마찬가지로 버락 오바마 행정부 (소득세를 인상했다) 시절의 일자리 창출률은 조지 W. 부시 행정부 (소득세를 인하했다) 시절보다 높았다. 즉, 역사적 증거는 기존 경제 이론에도 불구하고 소득세 인상이 단기적으로 더 높은 일자리 성장 기간과 일치했음을 나타내는데, 이는 "다른 조건이 동일하다면" 조건이 충족되지 않았을 수 있기 때문이다.

### 미국은 문제를 극복할 수 있는가?

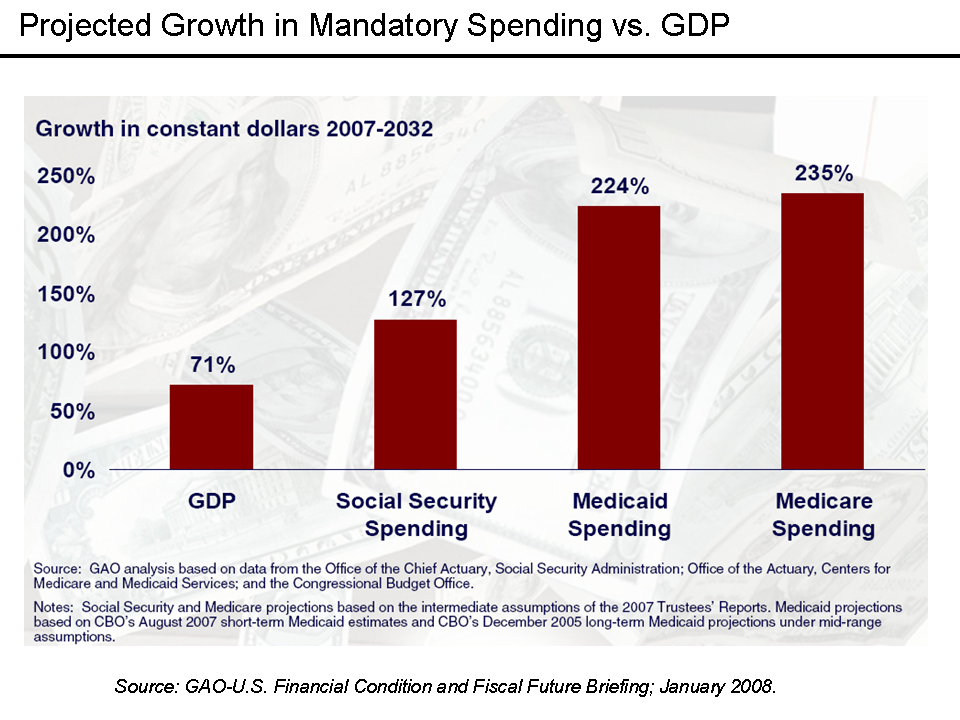
GAO GDP 대비 지출 비교 증가율

감세, 규제 완화, 생산성 향상이 국가가 직면한 적자 및 부채 문제를 상쇄하기에 충분한 경제 성장을 실현할 수 있는지에 대한 논쟁이 있다. 레이건 대통령 시절 OMB 국장이었던 데이비드 스톡먼에 따르면, 1980년 이후 공화당 이념은 "충분한 감세가 제공된다면 경제가 적자를 극복할 것"이라는 생각을 포용한다. 전 조지 W. 부시 대통령은 2007년에 다음과 같이 썼을 때 이러한 이념을 잘 보여주었다: "...우리의 감세가 견고한 경제 성장과 기록적인 세입을 촉진했다는 것도 사실이다."
그러나 정치적 스펙트럼 전반의 경제학자와 여러 정부 기관의 여러 연구는 감세가 적자와 부채를 증가시킨다고 주장한다.
GAO는 2008년에 예상되는 적자 및 부채 증가를 극복하기 위해 향후 75년 동안 두 자릿수 GDP 성장이 필요할 것이라고 추정했다. 1990년대 GDP 성장은 평균 3.2%였다. 의무 지출 증가율이 GDP 및 세금 기반의 합리적인 성장률을 훨씬 초과할 것이기 때문에, GAO는 미국이 이 문제에서 벗어날 수 없다고 결론 내렸다.
벤 버냉키 연준 의장은 2010년 4월에 다음과 같이 말했다: "안타깝게도 우리는 이 문제를 극복할 수 없다. 어떤 신뢰할 만한 예측도 미래 미국 경제 성장률이 우리의 재정 정책에 상당한 변화 없이는 이러한 적자를 해소하기에 충분할 것이라고 제시하지 않는다."

#### 소득세

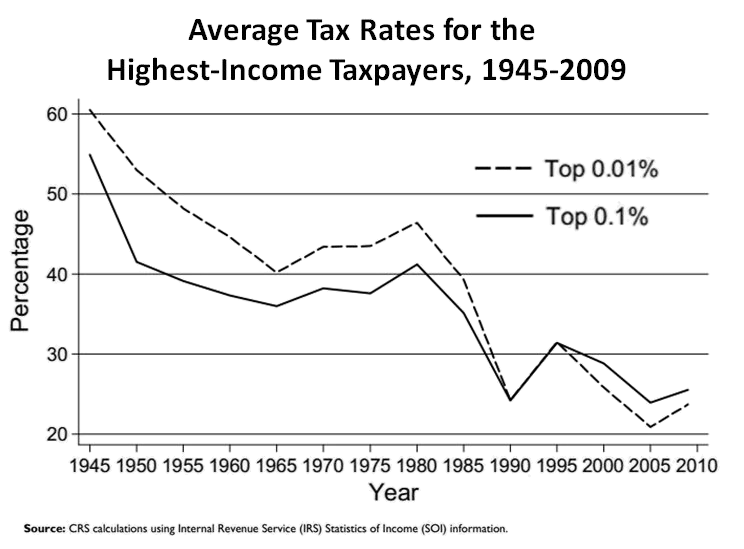
1945-2009년 미국 고소득 납세자의 평균 실효 세율

역사적 기록은 한계 소득세율 변화가 일자리 창출이나 고용에 거의 영향을 미치지 않는다는 것을 보여준다.
- 1970년대에는 한계 소득세율이 이후 기간보다 훨씬 높았고 미국은 2060만 개의 순 신규 일자리를 창출했다.
- 1980년대에는 한계 소득세율이 낮아졌고 미국은 1950만 개의 순 신규 일자리를 창출했다.
- 1990년대에는 한계 소득세율이 상승했고 미국은 1810만 개의 순 신규 일자리를 창출했다.
- 2000-2010년에는 한계 소득세율이 낮아졌고 미국은 220만 개의 순 신규 일자리를 창출하는 데 그쳤으며, 2000-2007년에는 920만 개가 창출되었다.[102][103][104][105]

예산 및 정책 우선순위 센터 (CBPP)는 2009년 3월에 다음과 같이 썼다: "클린턴 재임 기간 동안 소규모 기업 고용은 연평균 2.3% (75만 6천개 일자리) 증가했는데, 이때 고소득 신고자에 대한 세율은 오바마 대통령의 예산안에 따라 재조정될 수준과 매우 비슷했다. 그러나 부시 재임 기간 동안 세율이 더 낮았을 때는 고용이 1.0% (36만 7천개 일자리) 증가하는 데 그쳤다." CBPP는 2011년 9월에 1993년 클린턴 대통령의 소득세 인상 이후 7년간의 기간 동안 고용과 GDP 모두 2001년 부시 감세 이후 비슷한 기간보다 더 빠르게 성장했다고 보고했다.
또한 워렌 버핏은 2011년 8월에 "더 높은 세율이 일자리 창출에 해를 끼친다고 주장하는 사람들에게 나는 1980년에서 2000년 사이에 순수하게 약 4천만 개의 일자리가 추가되었다는 점을 지적하고 싶다. 그 이후에 무슨 일이 일어났는지는 알 것이다: 낮은 세율과 훨씬 낮은 일자리 창출이다."라고 쓰면서 세금이 일자리 창출과 거의 관련이 없다고 주장했다. 2002년부터 2011년까지 소득세가 가장 높은 9개 주에서는 경제가 8.2% 성장했고, 소득세가 있는 모든 주에서는 6.3% 성장했으며, 소득세가 없는 9개 주에서는 5.2% 성장했다.
더 구체적으로, 저명한 민주당원들이 지지하는 자주 논의되는 제안은 추가 수익을 창출하기 위해 소득 상위 1%의 세금을 크게 인상하는 것이다. 세금 재단에 따르면, 이른바 "슈퍼 부유층"은 2008년에 국가 총 조정 총소득의 20% 이상을 축적했으며, 총 소득세의 36%를 납부했다. 공화당 반대자들은 어떤 종류의 대규모 세금 인상이라도, 심지어 부유층에게라도, 일자리 창출과 투자를 감소시켜 경제를 더욱 둔화시킬 것을 우려한다. 2011년 8월 뉴욕 타임스에 실린 칼럼에서 버핏은 가장 부유한 미국인에 대한 이러한 세금 인상을 지지하며, 연방 정부가 적자를 줄이는 데 도움이 되도록 "슈퍼 부유층을 응석받이처럼 대하는 것을 멈춰야 한다"고 썼다. 이에 대해 보수 논평가 팻 뷰캐넌은 버핏과 더 높은 세금을 원하는 다른 부유층에게 대신 자발적으로 IRS에 돈을 기부할 것을 제안하며 반박했다.

#### 법인세

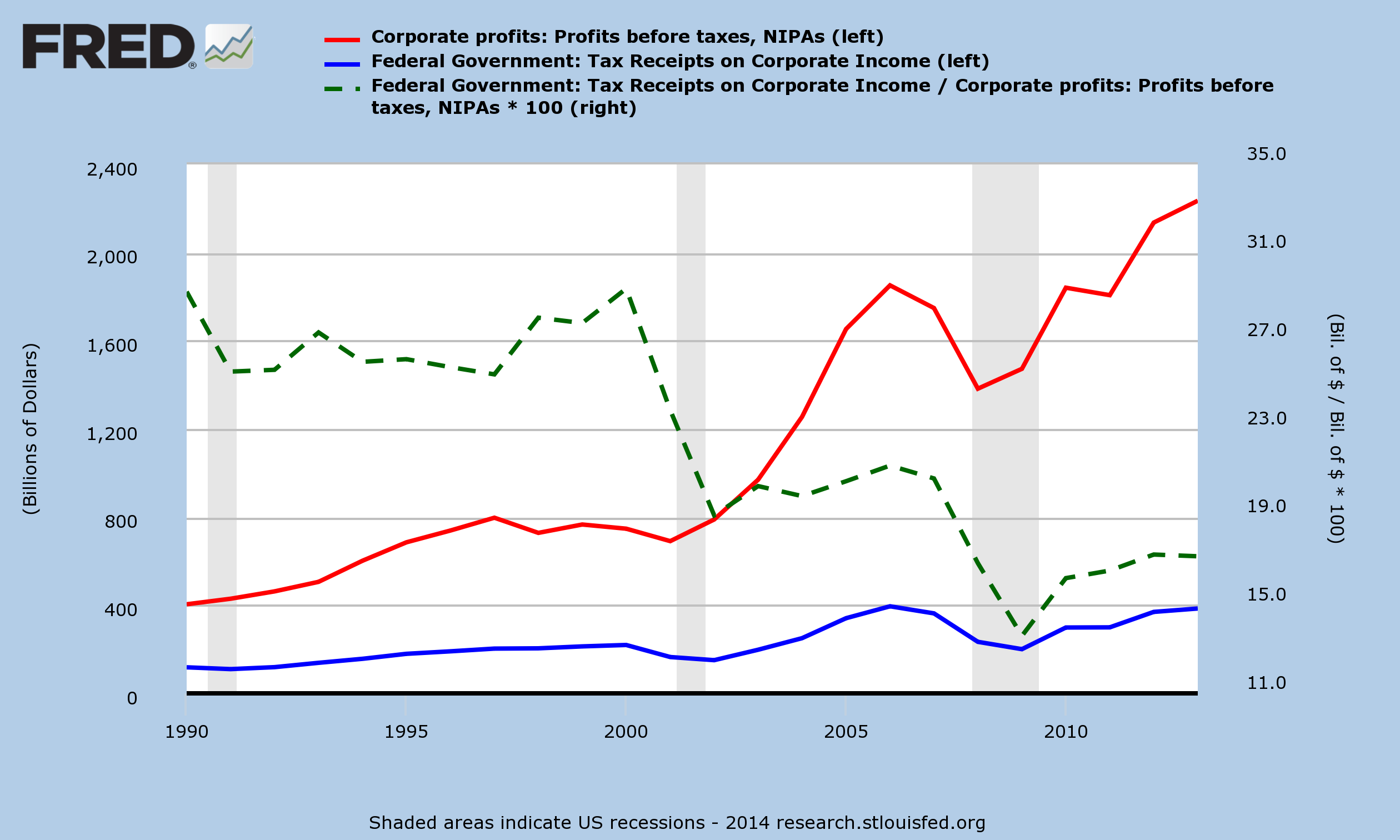
법인세수입이 법인 순이익에 비해 감소했다.

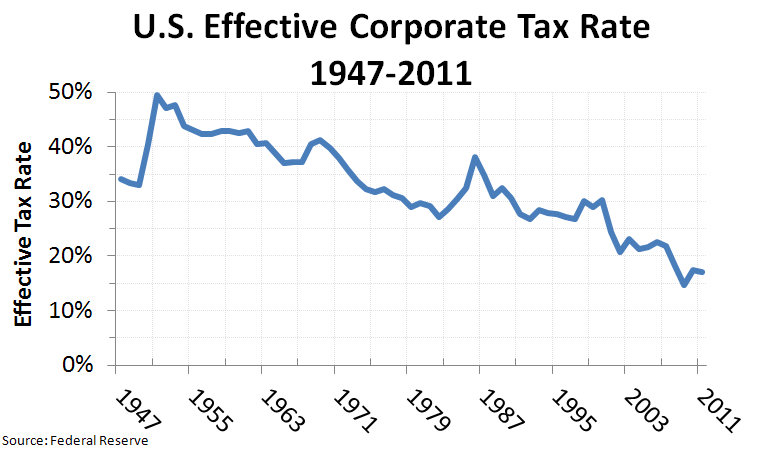
1947-2011년 미국의 연방 실효 법인세율

많은 미국 기업들은 현재의 35% 법인세율마저도 연구 및 제조 시설을 포함한 여러 사업장을 해외로 이전하게 만든다고 주장한다.
예를 들어 마이크로소프트의 최고경영자 스티브 발머는 2009년에 높은 세금이 "...미국 일자리를 더 비싸게 만든다. [마이크로소프트는] 많은 사람들을 미국 밖으로 옮기는 것이 미국 안에 두는 것보다 더 낫다."라고 언급했다. 마이크로소프트는 2008년 연례 보고서에서 전체 실효 세율이 26%라고 보고했다: "우리의 실효 세율은 해외 수익이 낮은 세율로 과세되기 때문에 법정 세율보다 낮다"고 보고서는 밝혔다. 미국 세법은 기업이 대부분의 해외 수익에 대해 그 돈이 해외에 투자된 상태로 남아있는 한 최대 35%에 달하는 법인세 납부를 연기할 수 있도록 허용한다. 오바마 대통령은 기업들이 해외 수익을 미국에 투자하도록 하기 위해 이러한 해외 수익 세금 유예 인센티브를 폐지하기를 원한다고 말한다.
법인세를 비교할 때, 미국 의회예산처는 2005년에 최고 법정 세율이 일본과 독일 다음으로 OECD 국가 중 세 번째로 높다는 것을 발견했다. 그러나 미국은 GDP 대비 법인세 징수액에서 30개 OECD 국가 중 27번째로 낮았으며, 평균 2.5%에 비해 1.8%를 기록했다.
미국 기업의 세후 이익은 2012년 3분기에 연간 1조 7천5백억 달러로 사상 최고치를 기록했다. 미국 연방 법인세 수입은 이익 대비 감소하여 2000년 약 27%에서 2012년 17%로 떨어졌다.

#### 미국 세금과 해외 국가 간 비교

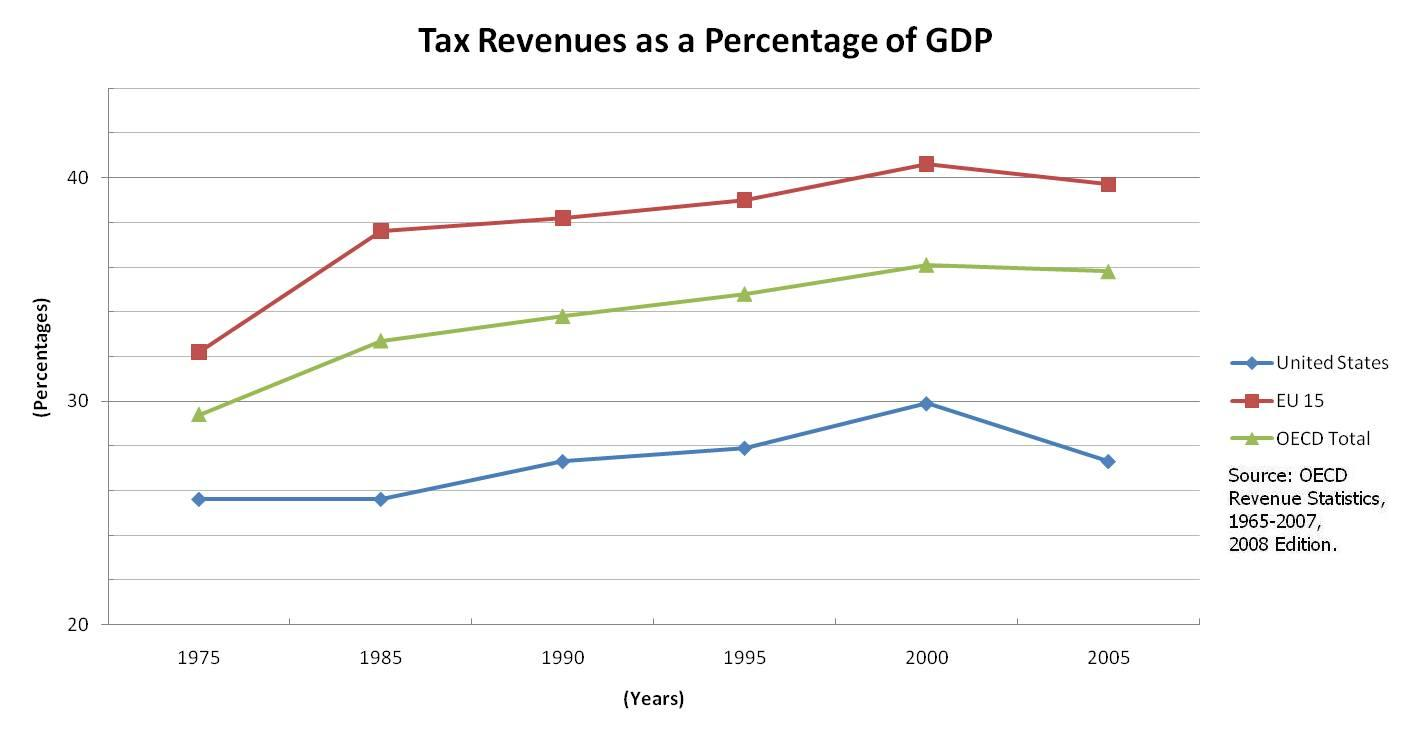
미국의 총 세입을 GDP 대비 백분율로 표시한 것과 OECD 및 EU 15와의 비교

전 세계 세금을 비교하는 것은 어렵고 다소 주관적이다. 대부분의 국가의 세법은 매우 복잡하며, 세금 부담은 각 국가 및 하위 국가 단위(주, 카운티, 지방자치단체)의 다른 집단에 다르게 부과되며, 이러한 세금을 통해 제공되는 서비스의 유형도 다르다.
전체 세금 부담을 측정하는 한 가지 방법은 GDP 대비 전체 경제의 백분율로 보는 것이다. 세금 정책 센터는 "미국 세금은 다른 선진국에 비해 낮다. 2006년 미국 세금은 모든 정부 수준에서 GDP의 28%를 차지했으며, OECD 30개 회원국의 평균 GDP의 36%와 비교된다." 경제학자 사이먼 존슨은 2010년에 다음과 같이 썼다: "미국 정부는 많은 세금을 걷지 않는다 – 비교 가능한 선진국보다 GDP의 최소 10%포인트 적게 – 그리고 군사, 사회보장, 메디케어 외에는 많이 지출하지도 않는다." OECD 국가 간 개인에 대한 세금을 비교하면 미국 세금 부담이 중간 소득자의 평균 세금보다 약간 낮다는 것을 알 수 있다.

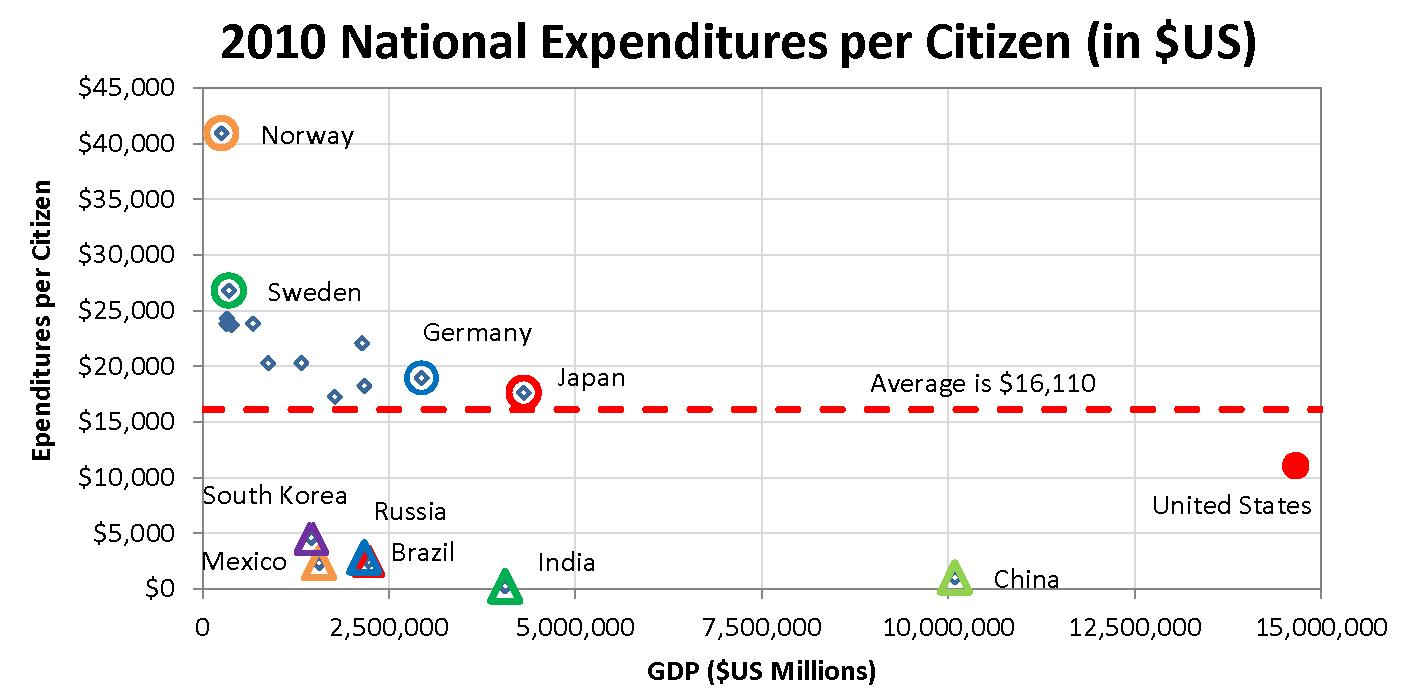
20대 경제대국의 시민 1인당 국민 지출 비교

 적자 지출은 실제 총 유효 세수를 왜곡할 수 있다. 이러한 왜곡을 완화하는 한 가지 방법은 지출 수준을 평가하는 것이다. 이 접근 방식은 한 국가가 기꺼이 받아들이는 서비스 수준과 기꺼이 지불하는 금액을 보여준다. 2010년에 미국 연방 정부는 시민 1인당 평균 11,041달러를 지출했다. 이는 2010년 세계 평균 시민 1인당 지출 2,376달러와 세계 20대 경제 대국(GDP 기준)의 시민 1인당 평균 16,110달러와 비교된다. 20대 경제 대국 중 시민 1인당 지출이 더 적었던 국가는 단 6개국이었다: 대한민국 (4,557달러), 브라질 (2,813달러), 러시아 (2,458달러), 중화인민공화국 (1,010달러), 인도 (226달러). 더 많이 지출했던 13개국 중 노르웨이와 스웨덴이 각각 시민 1인당 40,908달러와 26,760달러로 목록의 상위를 차지했다.
법인세를 비교할 때, 미국 의회예산처는 2005년에 최고 법정 세율이 일본과 독일 다음으로 OECD 국가 중 세 번째로 높다는 것을 발견했다. 그러나 미국은 GDP 대비 법인세 징수액에서 30개 OECD 국가 중 27번째로 낮았으며, 평균 2.5%에 비해 1.8%를 기록했다. 브루스 바틀릿은 2011년 5월에 다음과 같이 썼다: "...총 세입이 GDP 대비 두세 세대 만에 최저 수준이거나, GDP 대비 법인세 수입이 모든 주요 국가 중 최저 수준이라는 말은 거의 듣지 못한다. 다른 국가들에 비해 미국의 법정 법인세율이 높다는 말만 듣는데, 이는 사실이지만 반드시 관련성이 있는 것은 아니다. 법정 세율의 경제적 중요성은 세금이 매우 낮을 때 높게 보이게 하려는 공화당원들에 의해 지나치게 부풀려져 있다."

#### 세율 인하가 공제 및 면제 축소로 상쇄될 수 있는가?

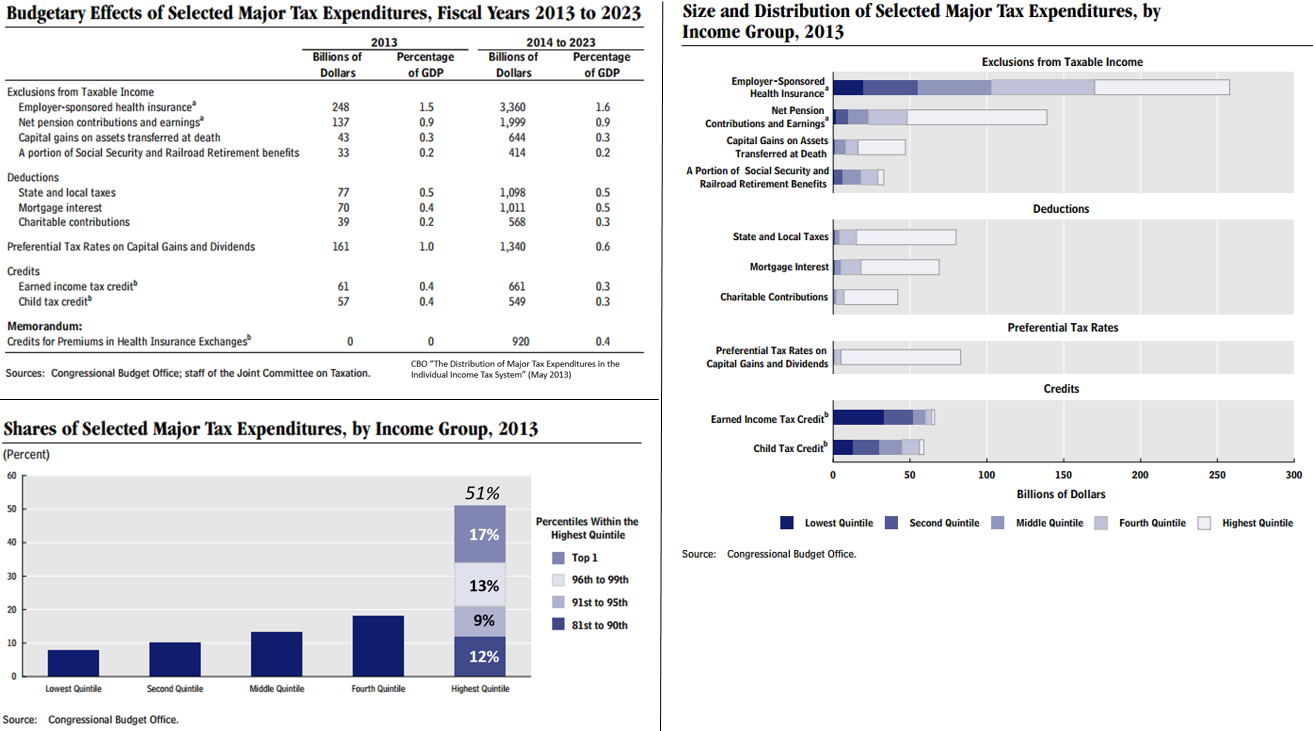
상위 10개 세금 지출(즉, 면제, 공제, 우대 세율)의 금액 및 분포를 설명하는 CBO 차트

세금 지출(즉, 면제, 공제, 우대 세율 및 세액 공제)은 어떤 주어진 세율 구조에서도 세수를 훨씬 낮게 만든다. 고용주가 지불한 의료 보험료에 대한 소득 제외 및 주택담보대출 이자에 대한 세금 공제와 같은 세금 지출의 혜택은 소득 스펙트럼 전반에 걸쳐 불균등하게 분배된다. 이들은 종종 의회가 특수 이익 단체에 지지를 얻기 위해 제공하는 것이다. 2013년 데이터를 분석한 CBO 보고서에 따르면:
- 상위 10개 세금 지출은 총 9천억 달러였다. 이는 세수를 얼마나 줄였거나 연간 예산 적자를 얼마나 늘렸는지에 대한 대리 측정치이다.
- 세금 지출은 소득 분포의 상위 및 하위 계층에 혜택을 주는 경향이 있지만, 중간 계층에는 덜 그렇다.
- 상위 20% 소득자가 이 혜택의 약 50%를 받았고, 상위 1%는 17%를 받았다.
- 가장 큰 단일 세금 지출은 고용주 지원 건강 보험의 소득 제외(2천5백억 달러)였다.
- 자본 이득 및 배당금에 대한 우대 세율은 1천6백억 달러였고, 상위 1%는 이 유형의 소득에 대한 낮은 소득세율로 인해 혜택의 68% 또는 1천90억 달러를 받았다.

각 세금 지출이 소득 스펙트럼 전반에 걸쳐 어떻게 분배되는지 이해하는 것은 정책 선택에 도움이 될 수 있다.
미국 의회조사국은 연간 1조 달러 이상의 세금 지출이 있지만, 다양한 공제 및 면제에 대한 정치적 지지 때문에 연간 1천5백억 달러 이상을 삭감하는 것은 어려울 것이라고 보고했다. 예를 들어, 세금 정책 센터에 따르면 주택담보대출 공제는 2011년에 750억 달러의 세수 손실을 가져왔지만, 3,300만 가구(약 3분의 1)가 그 혜택을 받았다.

## 지출에 대한 논쟁

### 예산 적자: "지출 문제"인가 "세입 문제"인가?

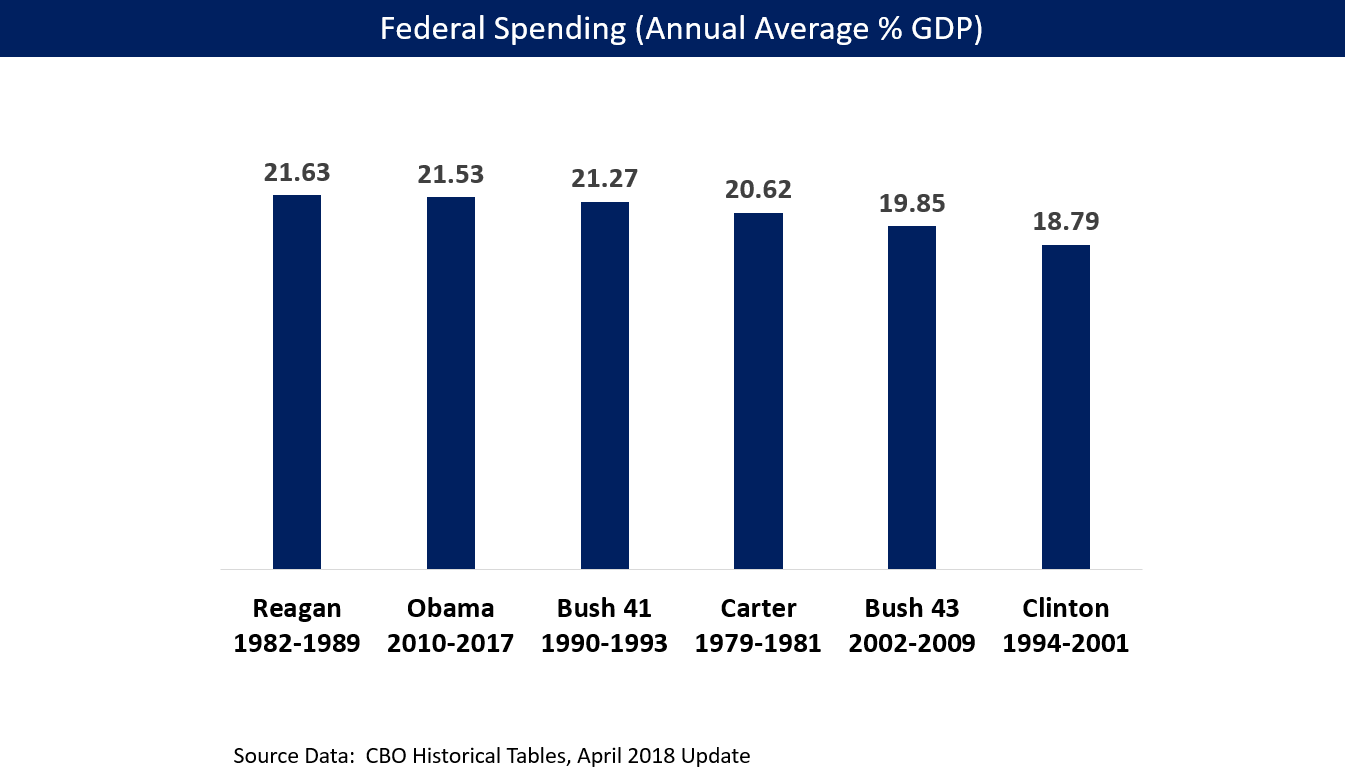
대통령별 연방 지출 순위, 연평균 GDP 대비 %로 측정

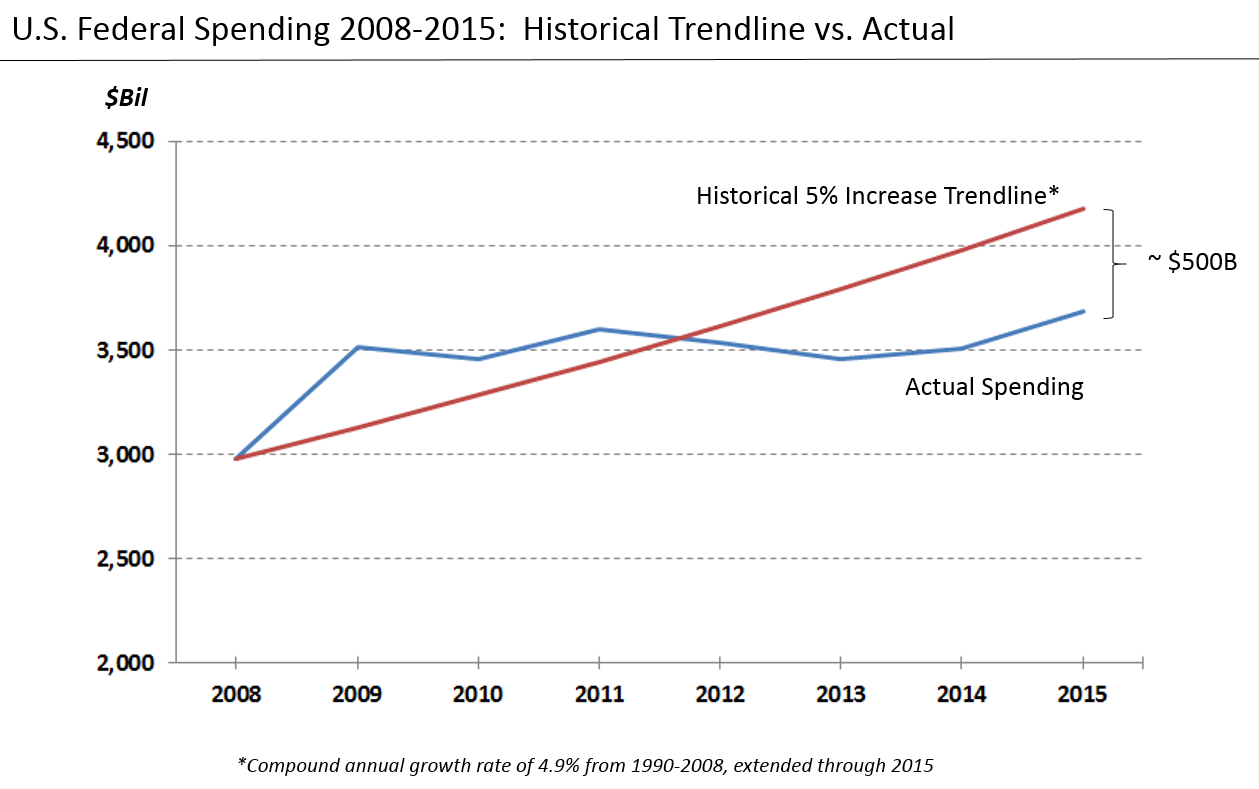
2008-2015년 실제 미국 연방 지출과 1990-2008년 5% 연평균 증가를 기반으로 한 추세선 비교

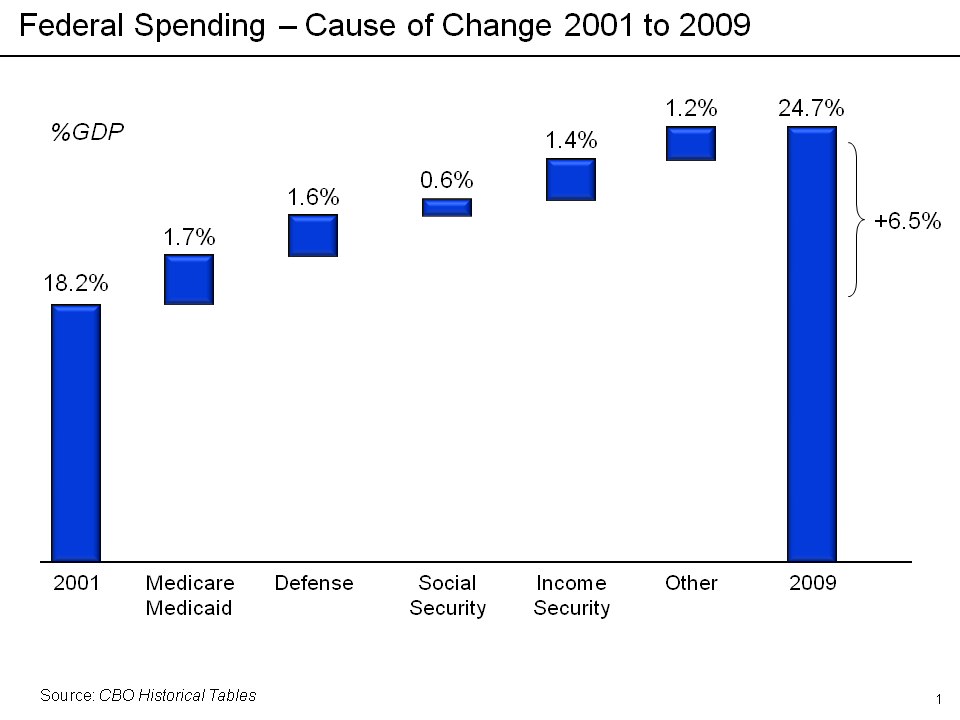
CBO 데이터에 따른 2001-2009년 GDP 대비 연방 지출 변화 원인

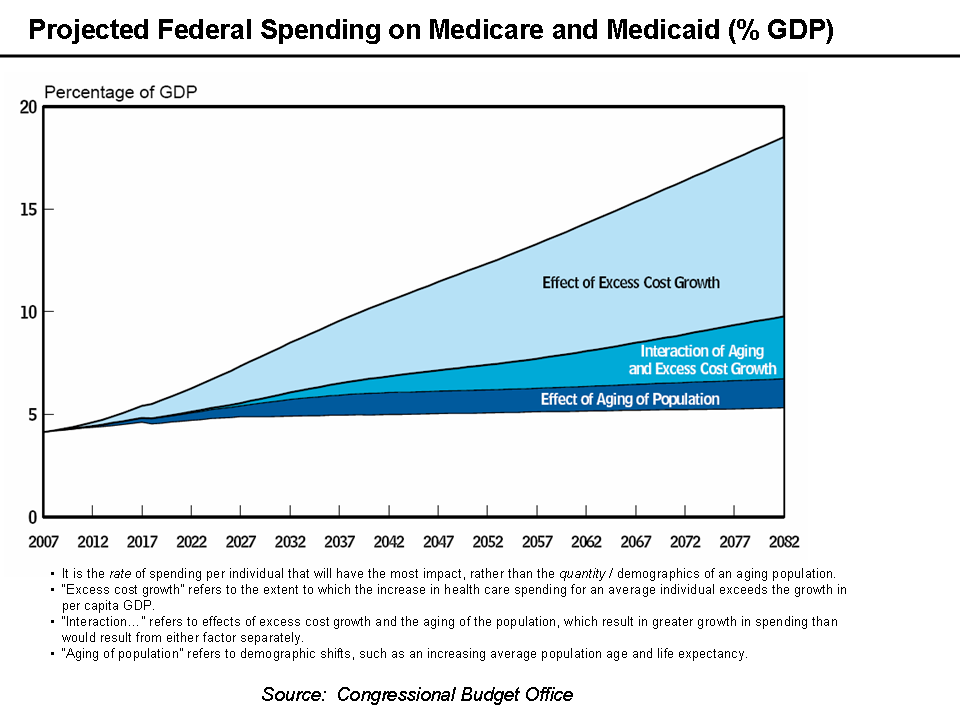
GDP 대비 메디케어 및 메디케이드 비용 예측

공화당 저명 의원들은 연방 적자가 오직 지출 삭감으로만 해결되어야 하며, 미국에는 "세입 문제"가 아닌 "지출 문제"가 있다고 주장했다. 오바마 대통령은 부시 감세가 가장 부유한 납세자들에게 만료되도록 허용해야 한다고 제안했으며, 앨런 그린스펀은 이러한 감세가 모든 소득 수준에서 만료되어야 한다고 제안했다. 이 문제를 분석하는 데 단기 및 장기 재정 상태를 평가하는 것이 도움이 된다.

#### 단기
2001년의 마지막 균형 "총" 예산을 기준으로 삼았을 때, 지출은 2001년 GDP의 18.2%에서 2010년 23.8%로 GDP의 5.6% 증가한 반면, 같은 기간 동안 세입은 2001년 GDP의 19.5%에서 14.9%로 GDP의 4.6% 감소했다. 이 측정치에 따르면, 지출 증가는 세입 감소보다 약 GDP의 1% 더 많았다. 역사적 평균(1971-2008) 지출 20.6% GDP와 세입 18.2%를 사용하면, 지출 증가 3.2% GDP가 세입 감소 3.3% GDP보다 작다. 다시 말해, "지출 문제"와 "세입 문제"는 비슷한 규모이다. 경기 침체는 일반적으로 실업 보험 및 푸드 스탬프와 같은 사회 안전망 프로그램에 대한 지출을 증가시키고, 실업과 경제 활동 감소로 인해 세입이 감소하게 한다.
CBO는 2012 회계연도 예산 적자를 GDP의 7.0%로 추정했다. 2008 회계연도 예산 적자는 GDP의 3.2%로, 3.8% GDP의 차이가 있었다. 2012 회계연도 수입 15.7% GDP는 2008년 수준보다 1.9% 낮았고, 2012 회계연도 지출 22.7% GDP는 2008년 수준보다 1.9% GDP 높았으며, 이는 수입 및 지출 "문제"가 비슷한 규모였음을 나타낸다.
그럼에도 불구하고 레이건 행정부 시절 최고치를 기록했던 연방 지출은 이후 국가 소득 대비 비중이 감소하고 있다. 따라서 적자가 과도한 지출보다는 소득 감소의 결과라는 주장이 제기되었다.

#### 장기
장기적으로 메디케어와 메디케이드 지출은 GDP 대비 극적으로 증가할 것으로 예상되는 반면, 다른 지출 범주는 비교적 일정하게 유지될 것으로 예상된다. 미국 의회예산처는 메디케어와 메디케이드가 2009년 GDP의 5.3%에서 2035년 10.0%, 2082년 19.0%로 증가할 것으로 예상한다. CBO는 수혜자 1인당 의료 지출이 주요 장기 재정 문제라고 지적했다. 따라서 장기적으로 이러한 프로그램에 대한 지출이 핵심 문제이며, 어떤 세입 고려 사항보다 훨씬 중요하다. 경제학자 폴 크루그먼은 장기 적자 문제를 해결하려는 진지한 시도는 "7단어: 건강 관리, 건강 관리, 건강 관리, 세입"으로 요약될 수 있다고 주장했다.
메디케어 이사들은 매년 프로그램 재정에 대한 보고서를 제출한다. 2009년과 2015년의 예측은 주로 의료비 증가율 예측의 변화로 인해 실질적으로 다르다. 의료비 증가율은 상당히 완화되었다. 2009년 예측에서는 예측 기간(2080년까지) 동안 GDP의 거의 12%까지 증가할 것으로 예상되었지만, 2015년 예측에서는 메디케어 비용이 사회보장 프로그램과 비슷한 GDP의 6%까지 증가하는 것으로 나타났다. 수정된 예측에 따르면, 장기 예산 상황은 상당히 개선되었다. 크루그먼에 따르면, 장기적인 권리 문제가 있는지 여부는 논쟁의 여지가 있다.

### 예산 항목 지정
GAO는 "예산 항목 지정"을 "법률 언어를 사용하여 일괄 금액의 특정 부분을 특정 목적에 할당하는 것"으로 정의한다. 예산 항목 지정은 또한 "특정 목적을 위해 법으로 징수액을 지정하는 것"을 의미할 수도 있다. 일부 경우, 법률 언어는 연방 기관이 특정 프로젝트에 자금을 지출하도록 지시할 수 있다. 다른 경우, 예산 항목 지정은 법률이 아닌 세출 위원회 보고서의 지시 사항을 의미한다. 다양한 조직에서 예산 항목 지정의 총 수와 금액을 추정했다. 2005년 동안 약 16,000개의 예산 항목 지정이 거의 480억 달러의 지출을 포함하여 더 크고 종종 관련 없는 법안에 삽입된 것으로 추정된다. 지난 10년 동안 예산 항목 지정의 수는 증가했지만, 예산 항목으로 지정된 총 자금은 연방 지출의 약 1-2%에 불과하다.

### 사기, 낭비 및 남용
미국 관리예산실은 2009 회계연도 동안 연방 정부가 980억 달러의 "부적절한 지불"을 했으며, 이는 전년도 720억 달러 대비 38% 증가한 수치라고 추정했다. 이러한 증가는 부분적으로 금융 위기의 영향과 개선된 탐지 방법 때문이었다. 총액에는 의료 관련 프로그램에 대한 540억 달러가 포함되었으며, 이는 해당 프로그램에 지출된 5,730억 달러의 9.4%에 해당한다. 정부는 더 나은 분석, 감사 및 인센티브를 포함하여 이 문제에 더 적극적으로 대처하겠다고 약속했다. 2010년 7월, 오바마 대통령은 약 1100억 달러의 모든 유형의 미승인 지불을 언급하며 2010년 부적절한 지불 제거 및 회수법에 서명했다.
전 GAO 국장 데이비드 M. 워커는 2008년에 다음과 같이 말했다: "일부 사람들은 우리가 사기, 낭비, 남용을 막거나 부시 감세를 취소하거나 이라크 전쟁을 끝냄으로써 우리의 재정 문제를 해결할 수 있다고 생각한다. 진실은, 이 세 가지를 모두 하더라도 우리 국가의 재정 문제를 해결하는 데는 미치지 못할 것이다."

### 경기 부양책

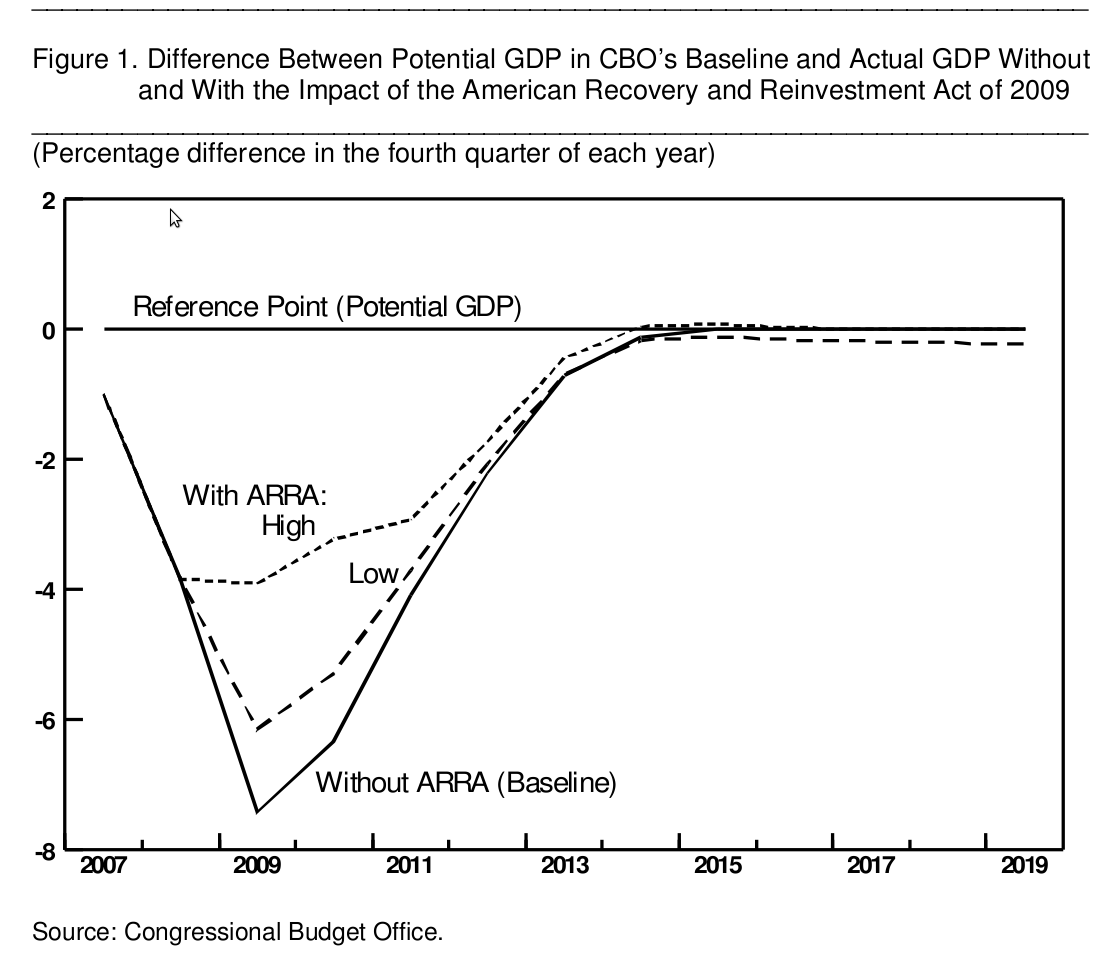
GDP에 대한 경기 부양책의 영향에 대한 CBO 추정치

재정 부양책은 투자, 지출 또는 감세의 형태로 나타날 수 있다. 예를 들어, 자금이 미래 현금 흐름을 창출하는 물리적 자산(예: 발전소 또는 유료 도로)을 만드는 데 사용되는 경우, 부양책은 투자로 분류될 수 있다. 실업 급여 연장은 정부 지출의 예이다. 감세는 지출될 수도 있고 아닐 수도 있다. 경제학자들 사이에서는 어떤 유형의 부양책이 가장 높은 "승수"(즉, 부양책 1달러당 경제 활동 증가)를 가지는지에 대해 상당한 논쟁이 있다. 재정 부양책은 의회에서 통과된 법률에 의해 제정되며, 이는 미국 연방준비제도와 같은 중앙은행이 금리와 통화 공급을 조절하는 통화 정책과는 다르다.
최근의 특정 경기 부양 법률에는 2008년 경제 부양법과 2009년 미국 경기 회복 및 재투자법 (ARRA)이 포함되었다. 전자는 주로 감세였고, 후자는 감세, 투자 및 지출이 혼합된 형태였다. CBO는 처음에 ARRA가 2009년에 연방 예산 적자를 1,850억 달러, 2010년에 3,990억 달러, 2011년에 1,340억 달러 증가시켜 2009-2019년 기간 동안 총 7,870억 달러가 될 것으로 추정했다. 총액은 나중에 8,250억 달러로 수정되었다.
재정 부양책이 실제로 일자리 창출과 경제 활성화에 효과적인지에 대한 상당한 논쟁이 있으며, 비판론자들은 불필요하게 적자만 증가시킨다고 주장한다. CBO는 2011년 8월에 ARRA가 GDP와 고용에 상당한 긍정적 영향을 미쳤다고 추정했다. 예를 들어, 2010년 동안 GDP에 대한 추가 효과는 1.1%에서 4.6%포인트 범위였으며, 실업률은 0.7%에서 2.0%포인트 감소했고, 추가 고용 인원은 130만 명에서 360만 명 범위였으며, 추가된 정규직 환산 일자리 수는 180만 개에서 520만 개 범위였다. 법안 지출이 2011년에 중단된 후에도 CBO는 2012년에 고용 인원을 40만 명에서 110만 명 증가시킬 것으로 추정했다.
개별 경기 부양책 외에도, 연방 지출은 실업 수당 및 영양 프로그램과 같은 "자동 안정화 장치"로 인해 경기 침체 기간 동안 증가하는 경향이 있다. 예를 들어, 2010년 5월 CBO는 "자동 안정화 장치가 [2009년] 적자에 잠재 GDP의 1.9%에 해당하는 금액을 추가했으며, 이는 2008년의 0.3%보다 상당히 많다. CBO의 기준선 예측에 따르면, 자동 안정화 장치가 예산 적자에 기여하는 비중은 2010년에 잠재 GDP의 약 2.3%, 2011년에 잠재 GDP의 2.5%가 될 것이다."

## 기타 논쟁 주제

### 대통령 임기별 부채 변화 분석

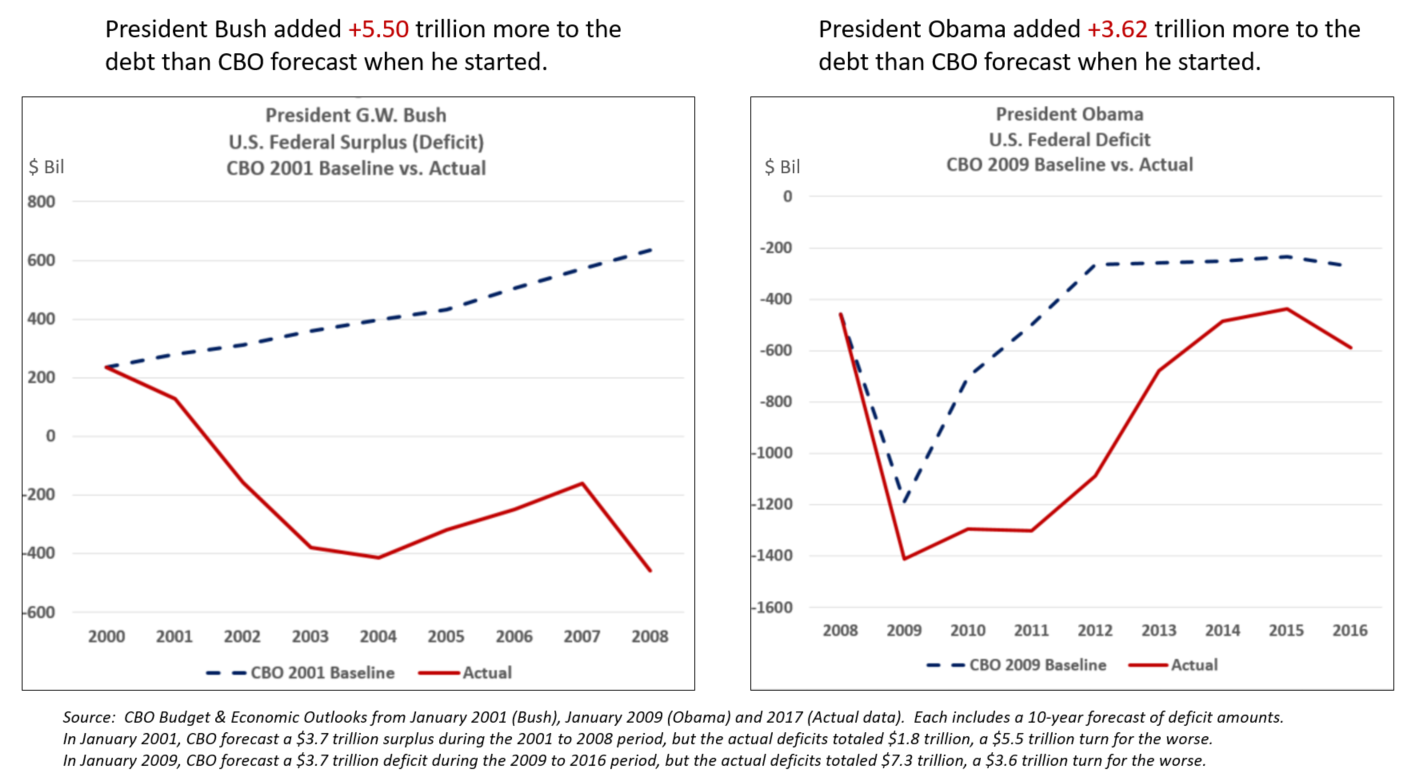
오바마와 G.W. 부시 대통령 재임 기간 동안의 연간 연방 적자 비교(취임 전 CBO 10년 예측 대비 실제 금액). 부시는 CBO 2001년 예측 대비 오바마가 CBO 2009년 예측 대비 추가한 부채보다 훨씬 더 많은 부채를 추가했다.

대통령이 예산 적자와 부채에 미치는 영향을 분석하는 것은 어렵다. 대통령은 전임자로부터 "적자 궤적"을 물려받는다. 매년 1월, CBO는 "예산 및 경제 전망" 보고서를 발행하여 다음 10년 동안의 적자 및 부채 변화를 예측한다. 이를 "현행법 기준선"이라고 하며, 이는 그 시점에 시행 중인 법률과 예상 경제 상황을 기반으로 한다. 이는 이후 실제 성과를 비교하는 기준선으로 사용될 수 있으며, 초기 예측에서 가정된 경제 상황이 크게 달라질 수 있다는 점을 염두에 두어야 한다. 초기 기준선과 비교하면 정책의 영향을 분리할 수 있다.
예를 들어, 2001년 1월(조지 W. 부시 대통령이 취임했을 때) CBO는 강한 경제 상황이 계속된다고 가정할 경우 2001-2008 회계연도(FY) 동안 미국이 총 3조 7천억 달러의 예산 흑자를 기록할 것으로 예측했다. 그 기간 동안 연간 적자(부채)의 실제 합계는 1조 8천억 달러였으며, 5조 5천억 달러 악화되었다. 이는 9/11 공격과 아프가니스탄 및 이라크 전쟁 이후 국방 지출 증가, 부시 감세, 2001년 경기 침체의 조합 때문이었으며, 이 기간 동안 형성된 상당한 미국 주택 거품으로 인한 추가 수입으로 부분적으로 상쇄되었다. 2009 회계연도(부시 대통령의 마지막 예산 편성 연도)의 주요 적자 증가는 대침체를 반영했다. 2009 회계연도는 2008년 10월 1일부터 2009년 9월 30일까지였다는 점을 기억하라. 비록 이 회계연도가 오바마 대통령의 임기와 겹치지만, 이는 여전히 부시 대통령의 실적에 포함될 수 있다고 주장할 수 있다. 다시 말해, 2009년 적자 증가분이 1조 4천억 달러였으므로, 이 분석은 부시 대통령에게 2002-2009 회계연도에 대해 합리적으로 수행될 수 있으며, 이는 그의 실적을 상당히 악화시킬 것이다.
2009년 1월(버락 오바마 대통령 취임 당시), CBO는 2009-2016 회계연도 기간 동안 총 3조 7천억 달러의 적자 증가(부채)를 예측했다. 그러나 실제 적자는 총 7조 3천억 달러였고, 3조 6천억 달러 악화되었다. 이러한 차이는 주로 대침체가 당초 예상보다 심각했기 때문이었다. 또 다른 주요 원인은 재정절벽의 해결이었다. 오바마 대통령은 당초 경기 회복 둔화를 피하기 위해 부시 감세 만료를 2010년에서 2013년으로 연장했으며, 이후 2013년에는 상위 1% 소득자에 대해서만 만료되도록 허용하여 이후에는 감세의 달러 가치 중 약 80%를 유지했다. CBO 기준선은 2010년에 감세가 만료될 것이라고 가정했으므로, 연장 및 부분 만료는 모두 2009년 기준선 예측 대비 적자를 증가시켰다. 오바마 시대의 주요 경기 부양 법안인 미국 경기 회복 및 재투자법 (ARRA)도 이 증가분 중 약 8천억 달러를 차지했다.
더 긴 기간에 걸쳐 비교하려면 GDP 대비 국가 부채 비율이 원화 달러를 비교하는 것보다 더 효과적인 비교 수단이다. 국가가 고령화됨에 따라 최근 대통령들은 의료 및 사회보장 비용 증가로 인해 GDP 대비 더 높은 적자를 기록할 가능성이 높다. 예를 들어, 2017년 1월 기준 트럼프 대통령의 현행법 기준선에는 2018-2027년 기간 동안 10조 7천억 달러의 부채 증가가 포함되어 있으며, 이는 이전 대통령들보다 훨씬 크고 적자가 역사적 평균 3% GDP 대신 약 5% GDP에 달할 것으로 예상된다. 이는 그의 세금 계획을 고려하기 전의 수치이며, 이 계획은 기준선 대비 1조 5천억 달러의 부채 증가를 의미한다. 또한, 행정부 간의 달러 비교는 당시 예상되는 경제 상황을 무시한다. 부시 대통령과 트럼프 대통령은 훌륭한 경제 상황을 물려받은 반면, 오바마 대통령은 그렇지 않았다.

### 주 정부 재정
미국 연방 정부는 주 정부를 더 지원해야 할 수도 있다. 많은 미국 주들이 2008-2010년 경기 침체로 인해 예산 부족에 직면해 있기 때문이다. 주택 가격의 급격한 하락은 재산세 수입에 영향을 미쳤으며, 경제 활동과 소비지출 감소는 주 판매세와 소득세 수입 감소로 이어졌다. 예산 및 정책 우선순위 센터는 2010년과 2011년 주 정부의 부족분이 총 3,750억 달러에 달할 것으로 추정했다. 2010년 7월 현재, 30개 이상의 주가 세금을 인상했으며, 45개 주가 서비스를 축소했다. 주 및 지방 정부는 2009년 1월부터 2011년 2월 사이에 40만 5천 개의 일자리를 줄였다.
GAO는 (정책 변경이 없을 경우) 주 및 지방 정부가 2010년 GDP의 1%에서 2020년 약 2%, 2030년 2.5%, 2040년 3.5%로 증가하는 예산 격차에 직면할 것으로 추정했다.
또한, 많은 주들은 연금 기금이 부족하여, 퇴직자들에게 미래 의무를 지불하는 데 필요한 금액을 주가 기여하지 못했다. 퓨 주정부 센터는 2010년 2월에 주 정부들이 2008년 현재 연금을 거의 1조 달러 부족하게 충당했다고 보고했는데, 이는 주 정부가 직원 퇴직 혜택을 위해 적립한 2조 3천5백억 달러와 그 약속의 비용인 3조 3천5백억 달러 사이의 격차를 나타낸다.
미국 주가 파산을 선언하여 채권자, 연금 수급자, 공무원 노동조합에 대한 의무를 재협상할 수 있는지 여부는 법적, 정치적 논쟁의 대상이다. 언론인 매트 밀러는 2011년 2월에 이러한 문제 중 일부를 설명했다: "주 법무장관은 계획을 제시하고 조건에 동의할 수 있다. 그러나 주 법무장관은 입법부에 대한 발언권이 없다. 그리고 입법부만이 세금을 인상할 수 있다. 어떤 경우에는 연금을 줄이기 위해 주 헌법 개정이 필요할 것이다. 여기에 과정을 감독할 연방 판사와... 주는 주권 면제를 가지고 있으며, 이는 주지사나 입법부가 판사의 판결이나 재조직 계획 자체를 단순히 거부할 수 있음을 의미한다."

### 사회보장 신탁 기금
사회보장 및 메디케어는 해당 프로그램에 전용된 급여세 수입으로 재정 지원을 받는다. 프로그램 세수 수입은 역사적으로 지출을 초과하여 프로그램 흑자와 신탁 기금 잔액 축적을 가져왔다. 신탁 기금은 이자를 얻는다. 사회보장 및 메디케어는 각각 두 개의 구성 신탁 기금을 가지고 있다. 2008 회계연도 기준으로 사회보장은 총 2조 4천억 달러의 신탁 기금 잔액을 보유하고 있었고, 메디케어는 3천8백억 달러를 보유하고 있었다. 특정 연도에 프로그램 지출이 해당 연도에 벌어들인 세금 수입과 이자의 합계(즉, 연간 프로그램 적자)를 초과하는 경우, 프로그램의 신탁 기금은 부족분만큼 인출된다. 법적으로 이러한 프로그램의 의무적 성격은 정부가 세금 수입과 남은 신탁 기금 잔액만큼 자금을 조달하도록 강제하며, 필요에 따라 차입한다. 예상되는 미래 적자를 통해 신탁 기금이 고갈되면, 기술적으로 이러한 프로그램은 현재 연도의 급여세만 활용할 수 있다. 사실상 이들은 "지불 즉시 지불" 프로그램이며, 남은 신탁 기금 잔액만큼 추가 법적 청구권을 가진다.

### 신용 등급 하향 조정
2011년 4월, 신용 평가 기관 스탠더드 앤 푸어스 (S&P)는 1860년 창립 이래 처음으로 미국 "AAA" (최고 품질) 국가 부채 등급에 대한 "부정적" 전망을 발표하며, 향후 2년 내 등급 자체의 하향 조정 가능성이 3분의 1이라고 밝혔다. S&P에 따르면, 미국을 "안정적" 전망으로 되돌리려면 예산 균형을 향한 의미 있는 진전이 필요할 것이다. AAA 등급을 잃는 것은 이자율 상승과 AAA 증권을 보유해야 하는 기관들의 국채 매도를 의미할 가능성이 높다.
2011년 8월 5일, S&P 관계자들은 미국 국채 등급을 사상 처음으로 'AA+'로 한 단계 강등하고 전망을 '부정적'으로 유지하기로 결정했다고 발표했다. S&P는 다음과 같이 밝혔다: "이번 등급 강등은 의회와 행정부가 최근 합의한 재정 통합 계획이 정부의 중기 부채 역학을 안정화하는 데 필요하다고 우리가 판단하는 수준에 미치지 못한다는 우리의 의견을 반영한다... 미국 정책 결정 및 정치 기관의 효율성, 안정성, 예측 가능성이 현재 진행 중인 재정 및 경제적 도전 시기에 우리가 2011년 4월 18일 등급에 부정적 전망을 부여했을 때 예상했던 것보다 약화되었다."

## 같이 보기
- 미국 군악대 정치적 논쟁
- 미국 국가 부채 한도
- 재정절벽
- 재정 지속 가능성